# Țaul, Dondușeni
Țaul este un sat din raionul Dondușeni, Republica Moldova. Localitatea este situată în partea de sud a raionului, la o distanță de 6km de centrul raional Dondușeni și aproximativ 200km de la Chișinău. Moșia satului se învecinează la nord și nord-est cu satul Plop, la est și sud-est cu satul Maramonovca (raionul Drochia), la sud și sud-vest cu satul Tîrnova, iar la vest cu orașul Dondușeni. Satul Țaul se află în zona stepelor cu păduri, solurile fiind predominant de cernoziom.       

## Toponime
Pe cursul celor doi afluenți ai Cuboltei, ce încep din hotarele satului Țaul, și între care a fost așezat și „Gorodișiul Țau”, sunt mai multe locuri ce poartă nume vechi. La est de orașul Dondușeni, în „Valea Andrieșeni”, e „Odaia lui Bătrânac”. Mai jos, în dreptul satului, se întinde „iazul de la Spur”, iar unde valea iese din hotarele satului aceeași gârlă poartă numele de „Valea lui Oprea”. Pe malul stâng al ei sunt: pământul de „La Arii” (între Țaul și Plop) și pământul de „La Hulii” (în fața „Păd. Bancova” din hotarele satului Maramonovca). Prin „Valea Libotești” trecea drumul vechi „Țau-Scăeni”. Aceasta se împreunează cu „Valea Țegalna”, ce vine pe sub „Păd. Plantația”, prin care trece drumul „Tîrnova-Țaul”, la podul drumului respectiv, iar de aici până la gura „Văii Odaia” sau „Văii Țaului”, malul stâng se numește pământul de „La Grădină”. La hotarul de est sunt: pământul lui „Roman”, spre „Păd. lui Pommér”. La sud de Păd. lui Pommér, spre hotarele Tîrnovei, e pământul lui „Glavațchii”. Morile de vânt erau: una lângă conac (locul colegiului) și două la nord-vest de bisericile ce erau alături, la marginea satului (în prezent cartiere noi).

## Demografie

### Structura etnică
Structura etnică a satului conform recensământului populației din 2004:
| Grup etnic         | Populație | % Procentaj |
| ------------------ | --------- | ----------- |
| Moldoveni / Români | 3.063     | 91,95%      |
| Ucraineni          | 177       | 5,31%       |
| Ruși               | 76        | 2,28%       |
| Bulgari            | 3         | 0,09%       |
| Găgăuzi            | 1         | 0,03%       |
| Alții              | 11        | 0,33%       |
| Total              | 3.331     | 100%        |

## Istorie

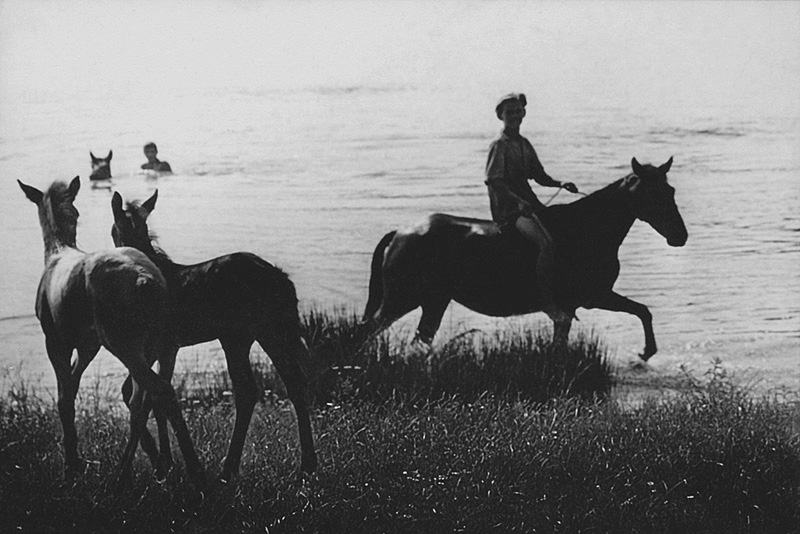
Imagine de lângă Țaul (1980)

Țaul a fost prima data atestat în anul 1451 sub numele de Tal și mai apoi Taloș. Inițial vatra satului s-a aflat la 2 km vest de locul actual al satului. În secolul al XVII-lea satul a fost atacat de turci și ars, iar locuitorii rămași au fondat o nouă localitate pe locul ei de azi. Prima atestare documentară datează cu anul 1772, când satul este pomenit sub numele de Gorodici. În secolul următor satul este atestat ca Borodici - un mic târg. În perioada 1918-1940, cât se afla în componența Regatului România, satul s-a numit Țau. După al doilea război mondial, satul a primit denumirea actuală, fiind o combinație între Țau și Tal, adică Țaul.
Cea mai mare dezvoltare satul a cunoscut-o în anii 1960-1970, când în localitate s-a fondat (1963) tehnicumul de agronomie (azi Colegiul Agricol). Tot în această perioadă s-a dezvoltat baza materială a satului: în 1970 s-a deschis o nouă școală cu 1.064 de locuri, s-a construit oficiul poștal, 4 blocuri locative, căminele studențești ș.a. În 1977 s-a dat în exploatare Palatul de Cultură, construit după modelul Palatului Sindicatelor din Chișinău, iar în 1980 începe să activeze Sanatoriul-profilactoriu, care trata bolile reumatice și ale aparatului locomotor.
Colegiul Agricol din Țaul a pregătit peste 11 mii de specialiști. Instituția a fost deschisă în 1963 și de atunci au fost pregătiți agronomi, tehnologi, ecologi, contabili, marketologi, iar din 2005 silvicultori și horticultori. Până la 1992 în această unitate de învățământ și-au făcut studiile tineri din Africa, America Latină și Asia, în total 40 de țări.

## Administrație și politică

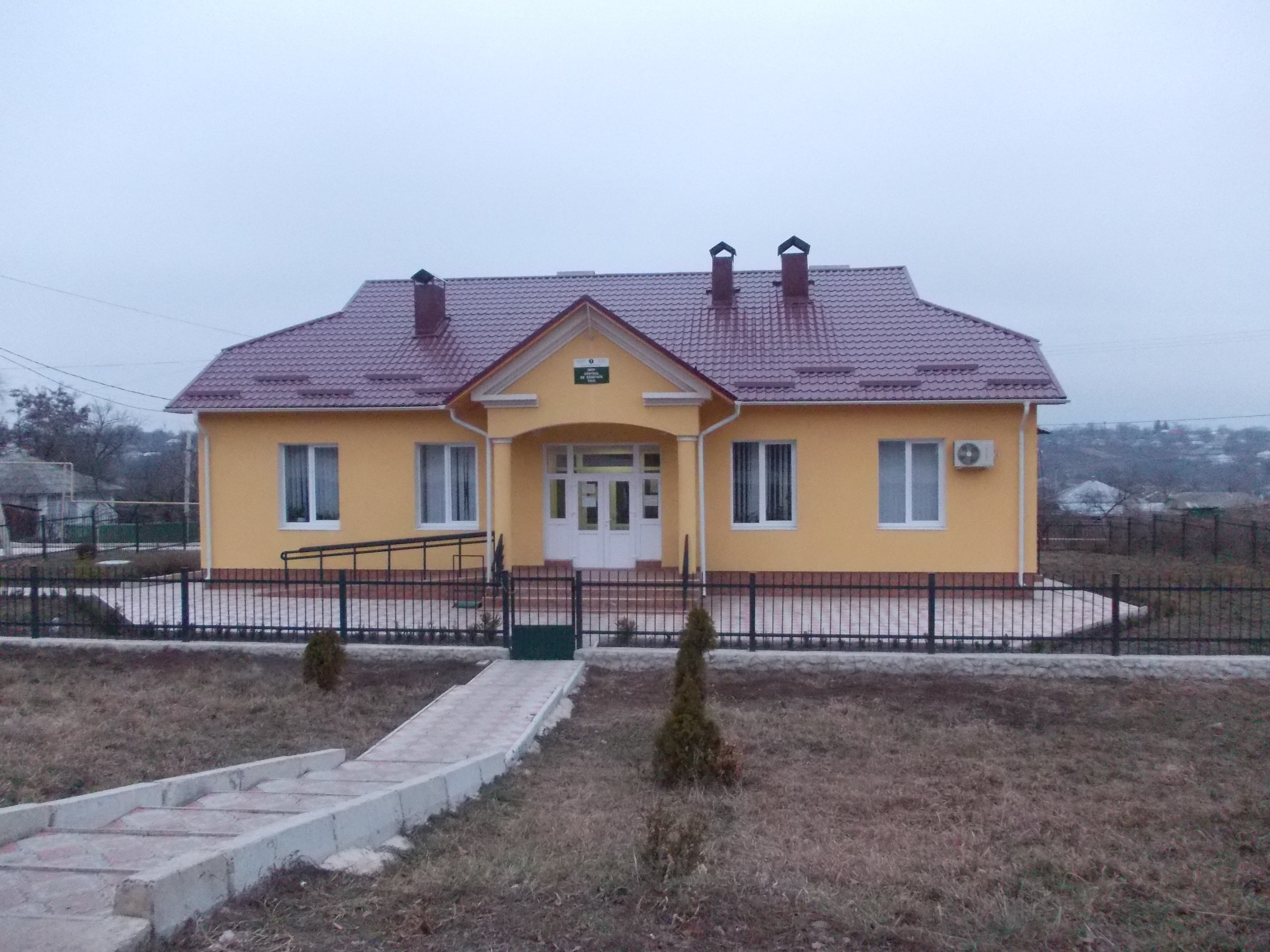
Centrul de sănătate

Componența Consiliului local Țaul (11 consilieri), ales la 5 noiembrie 2023, este următoarea:
|  | Partid                                       | Consilieri | Componență | Componență | Componență | Componență | Componență | Componență | Componență |
|  | -------------------------------------------- | ---------- | ---------- | ---------- | ---------- | ---------- | ---------- | ---------- | ---------- |
|  | Partidul Liberal Democrat din Moldova        | 7          |            |            |            |            |            |            |            |
|  | Partidul Socialiștilor din Republica Moldova | 3          |            |            |            |            |            |            |            |
|  | Partidul Acțiune și Solidaritate             | 1          |            |            |            |            |            |            |            |

## Atracții turistice

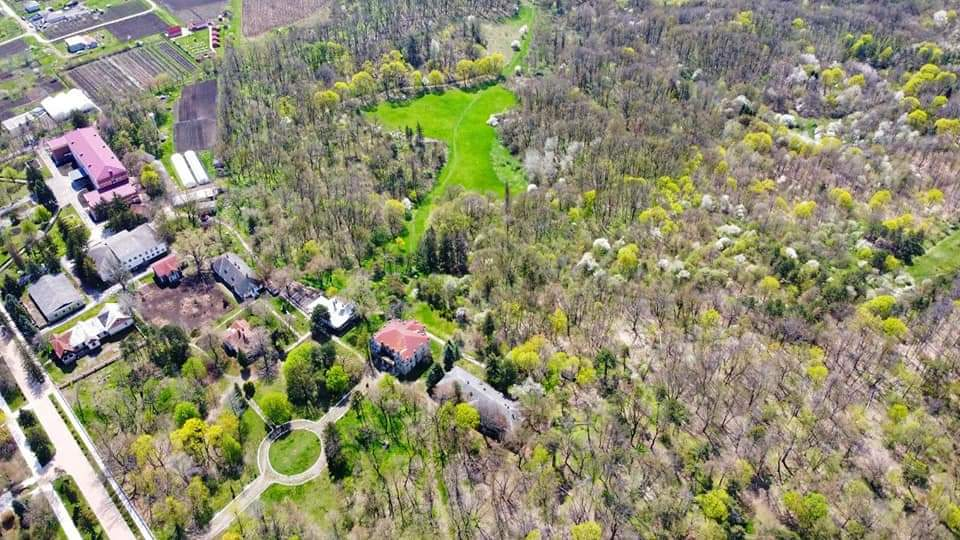
Parcul dendrologic, vedere aeriană.

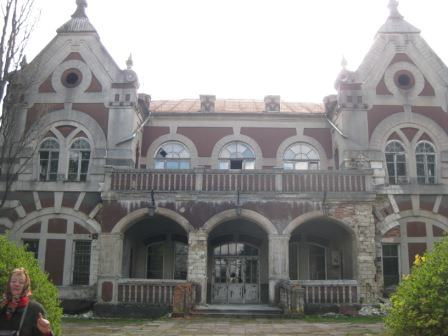
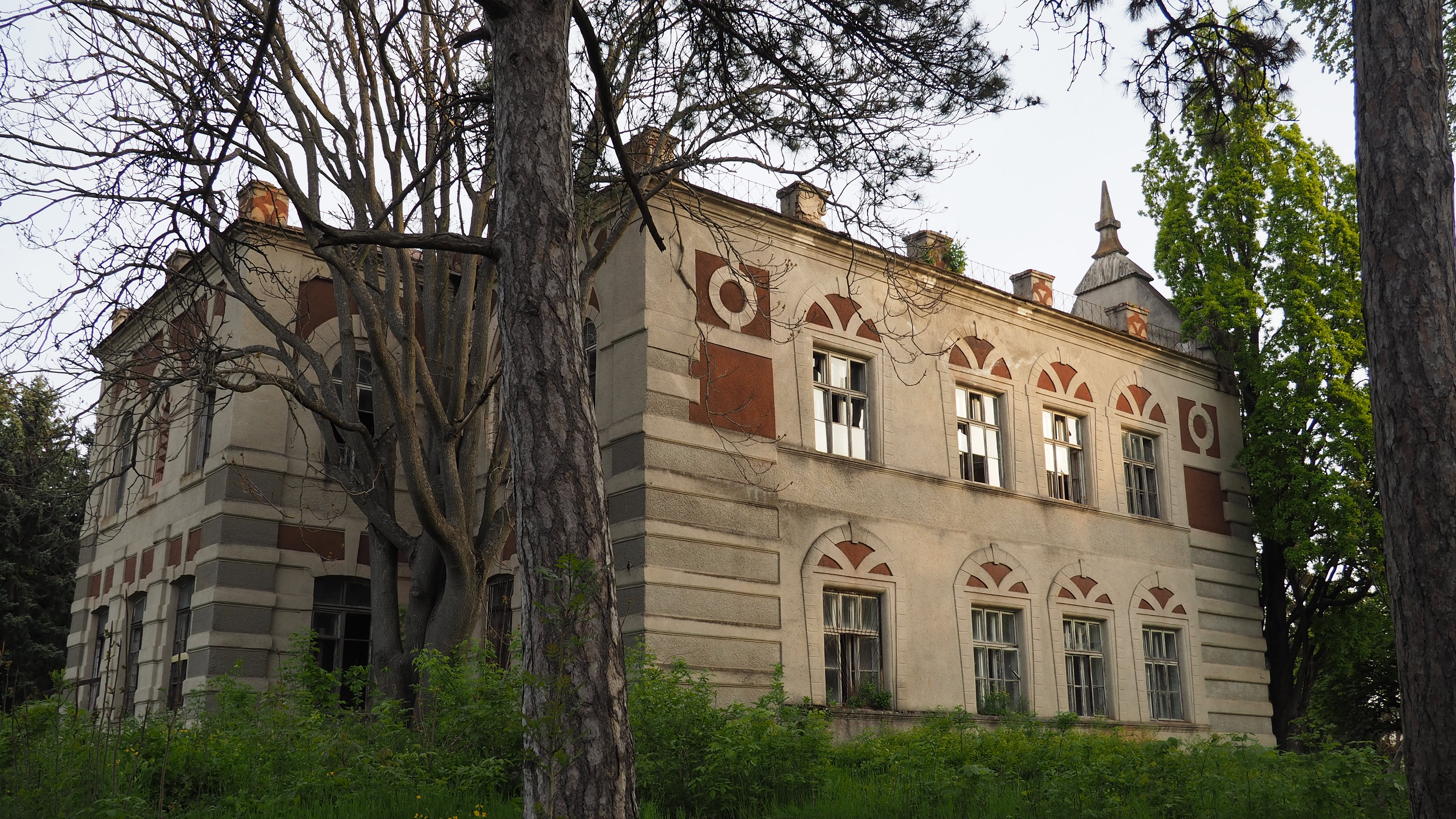
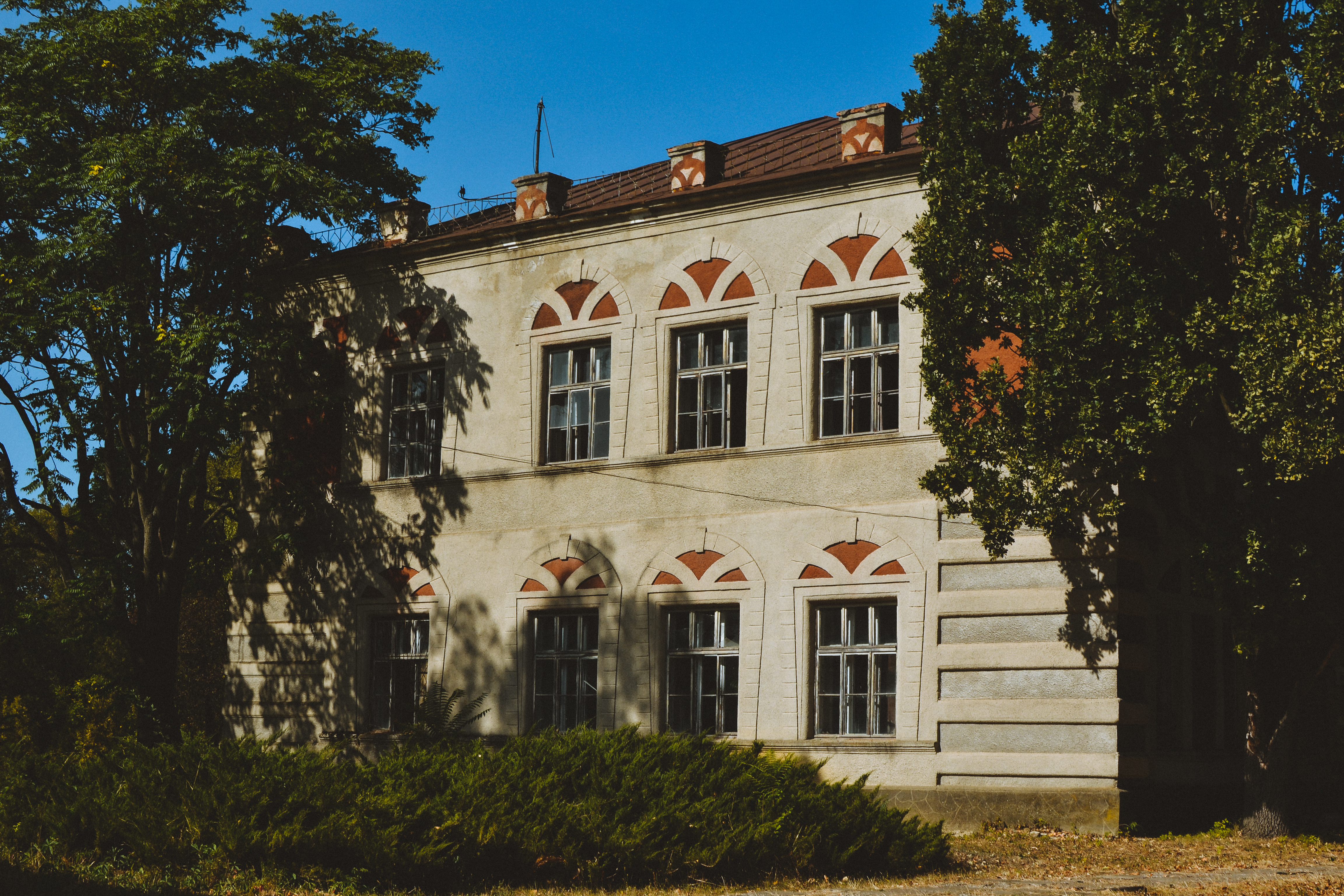
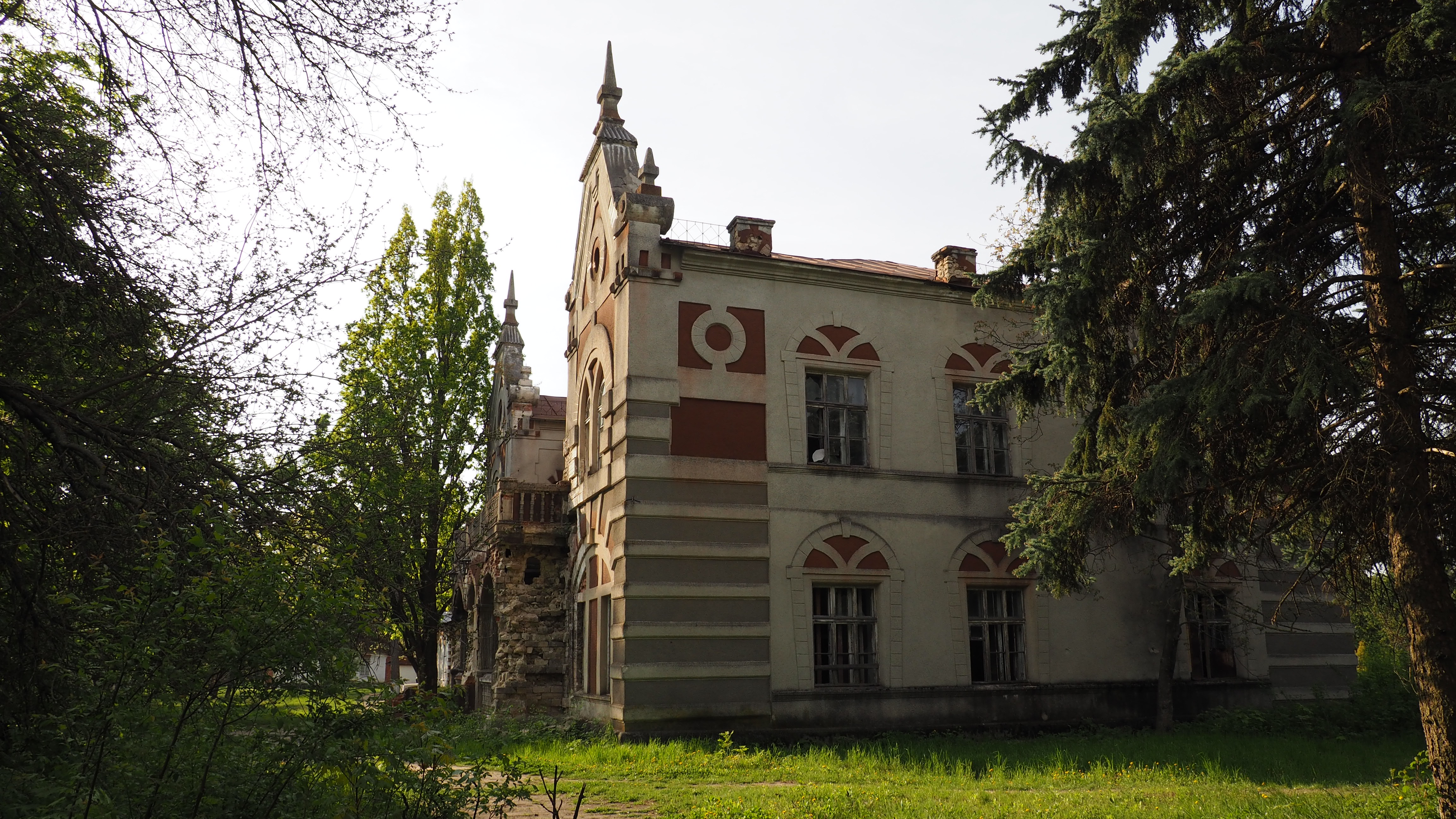
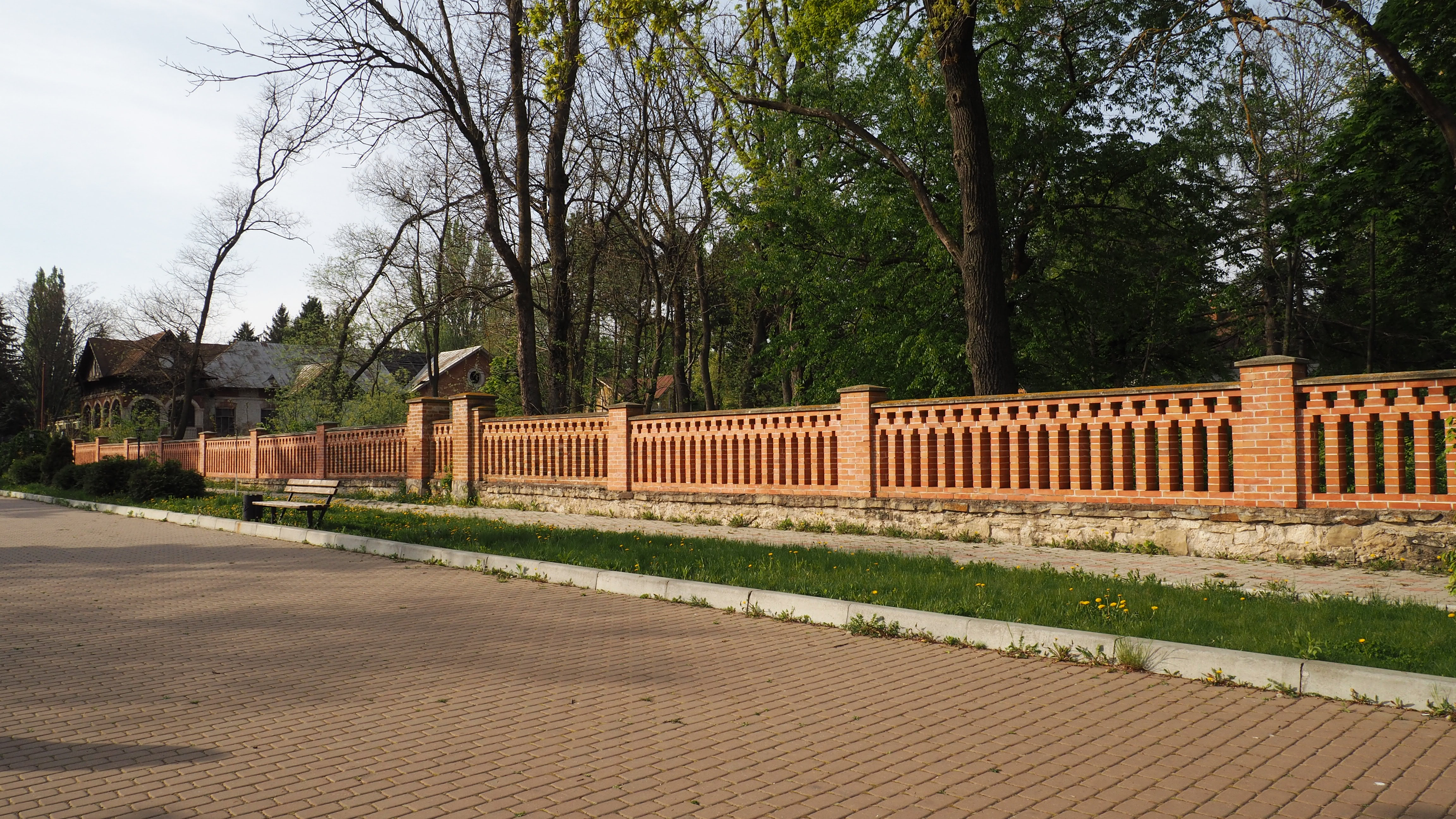
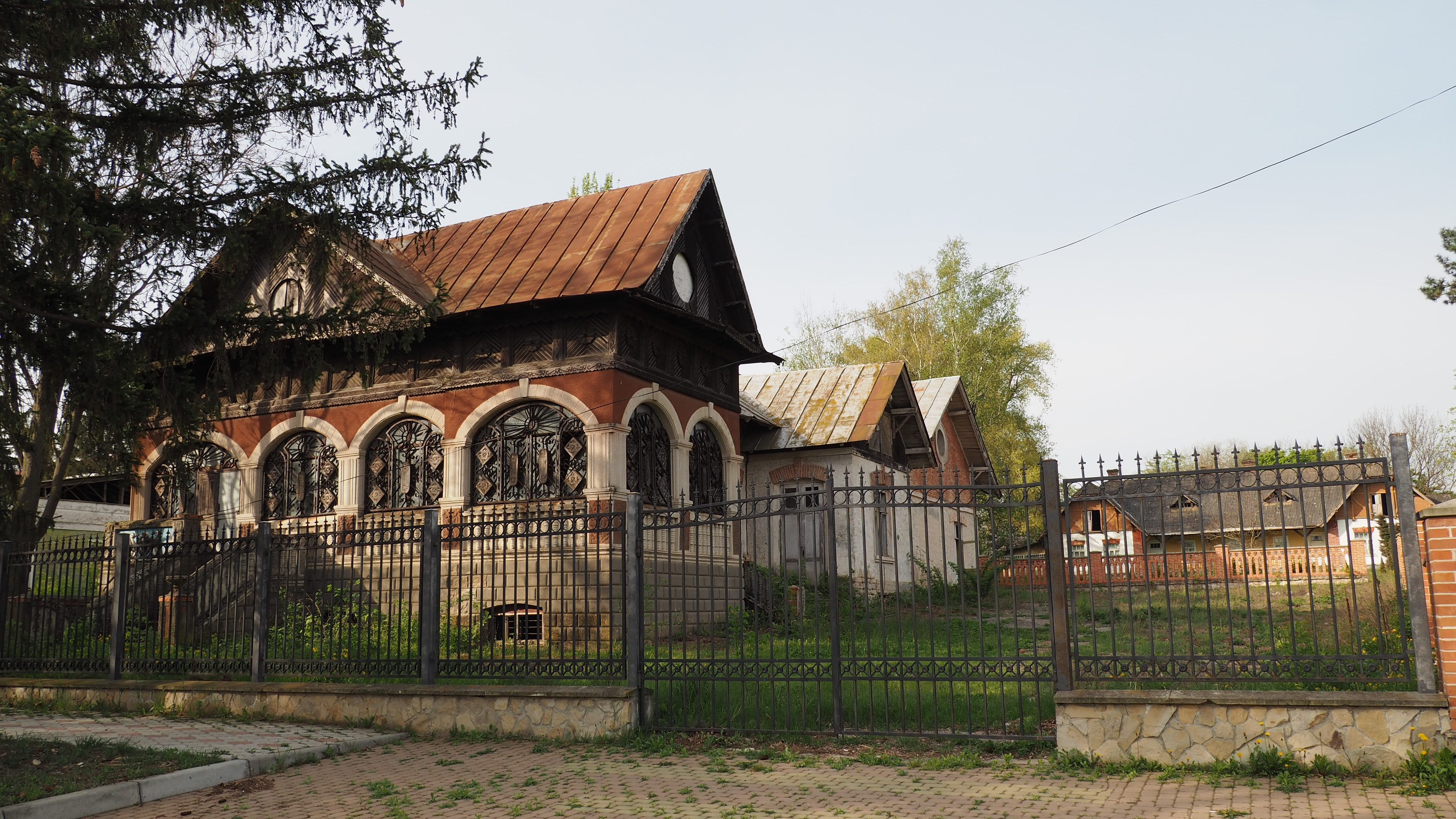
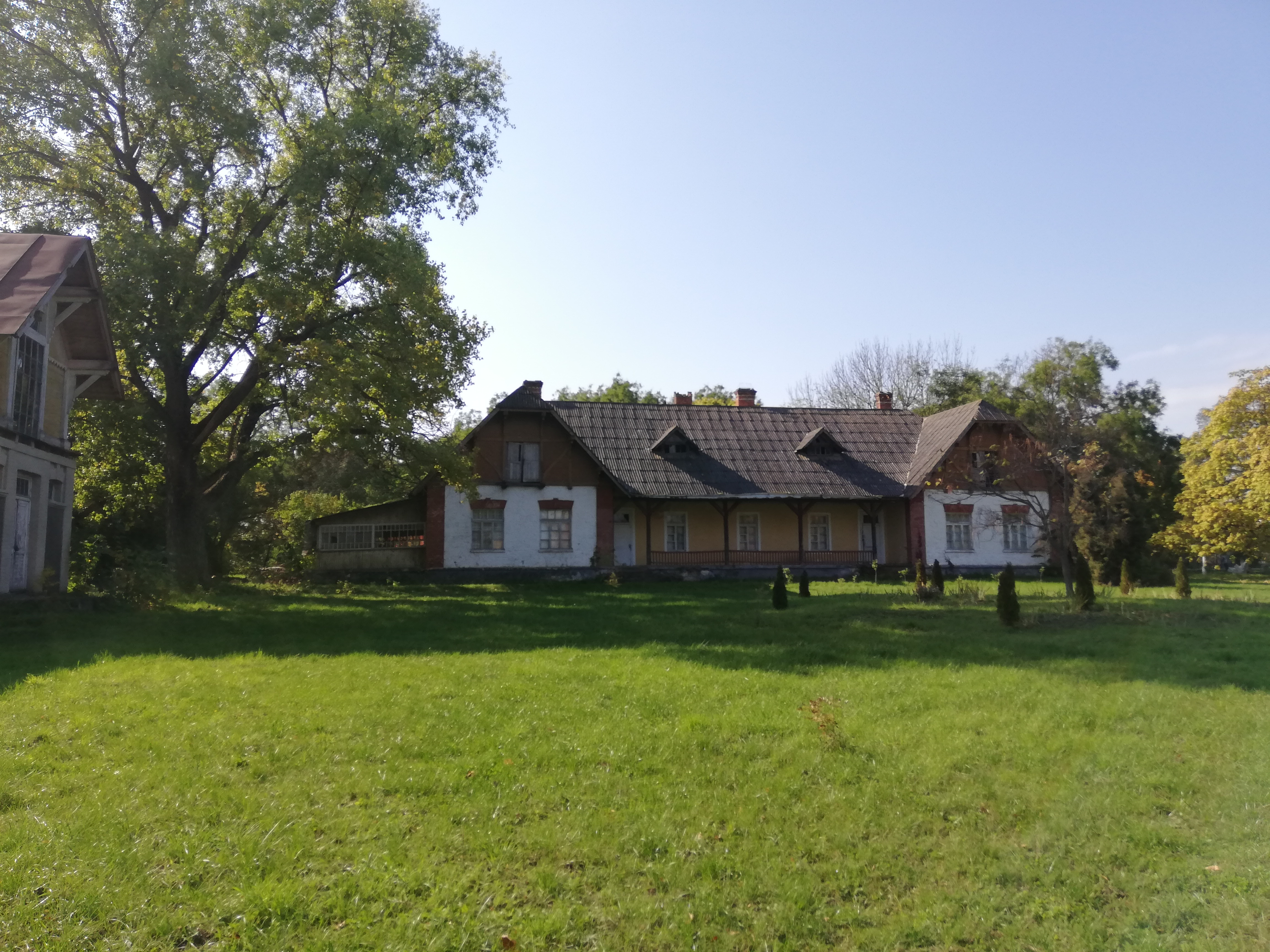
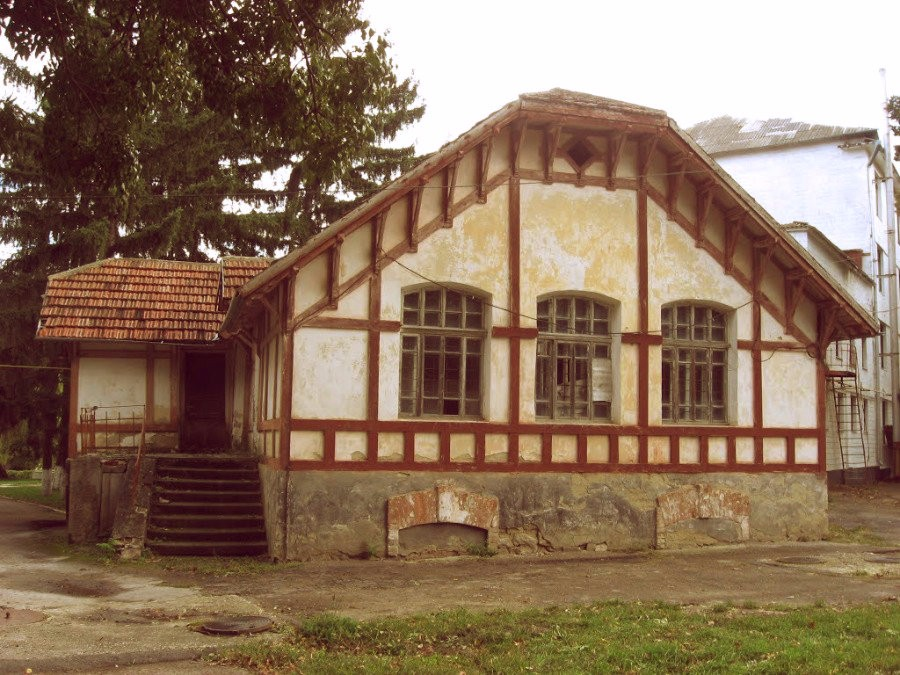
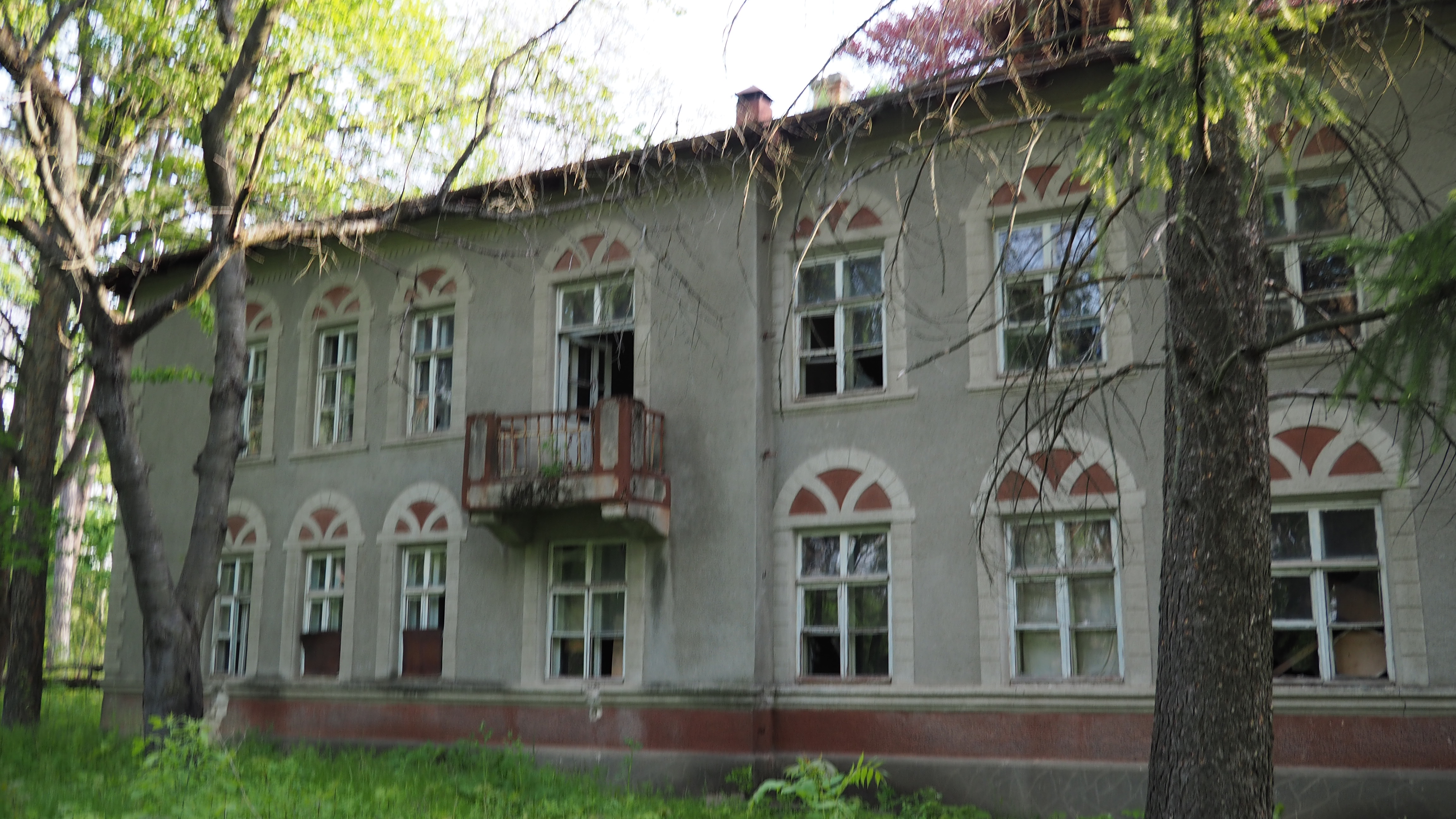
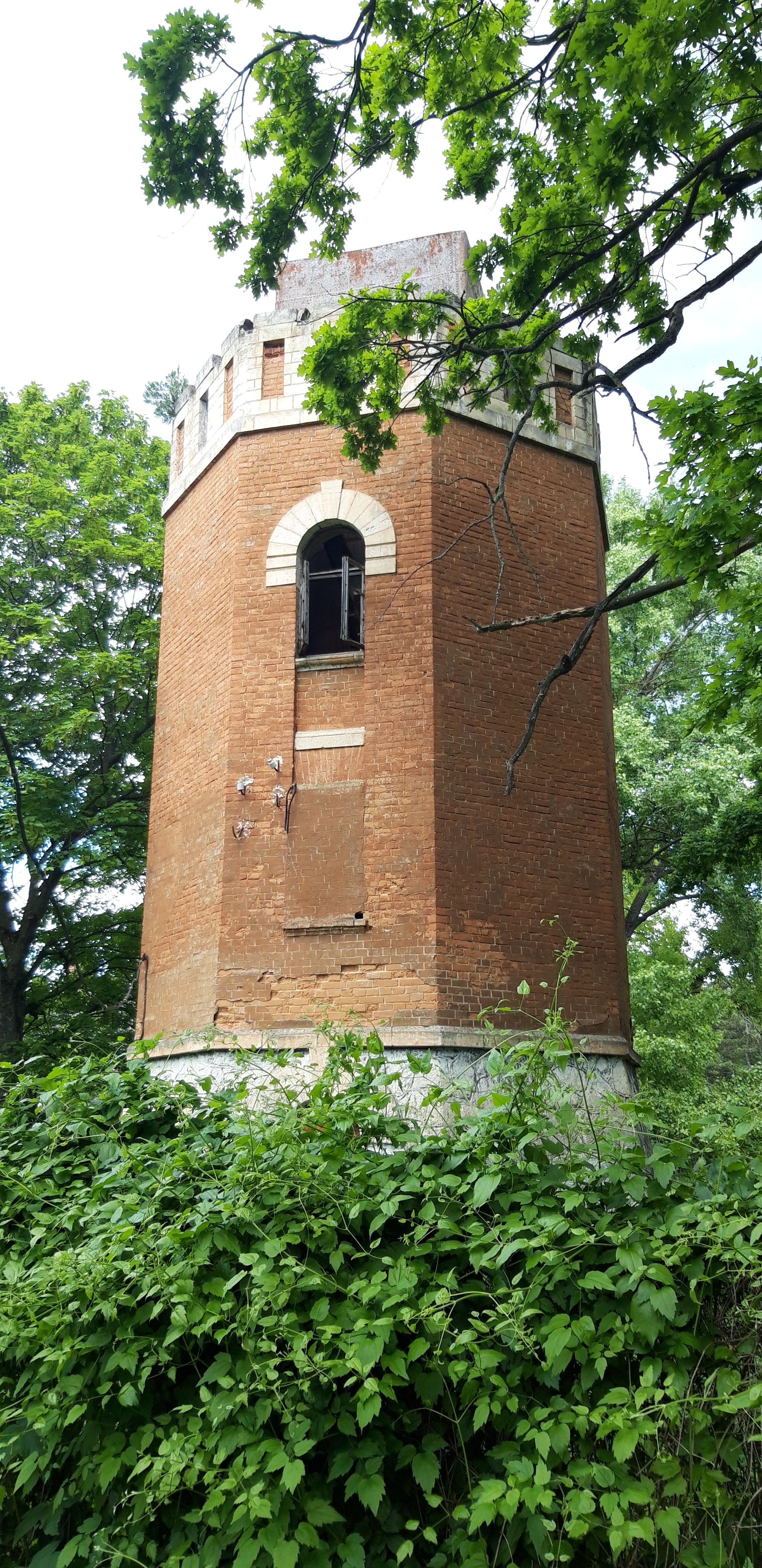

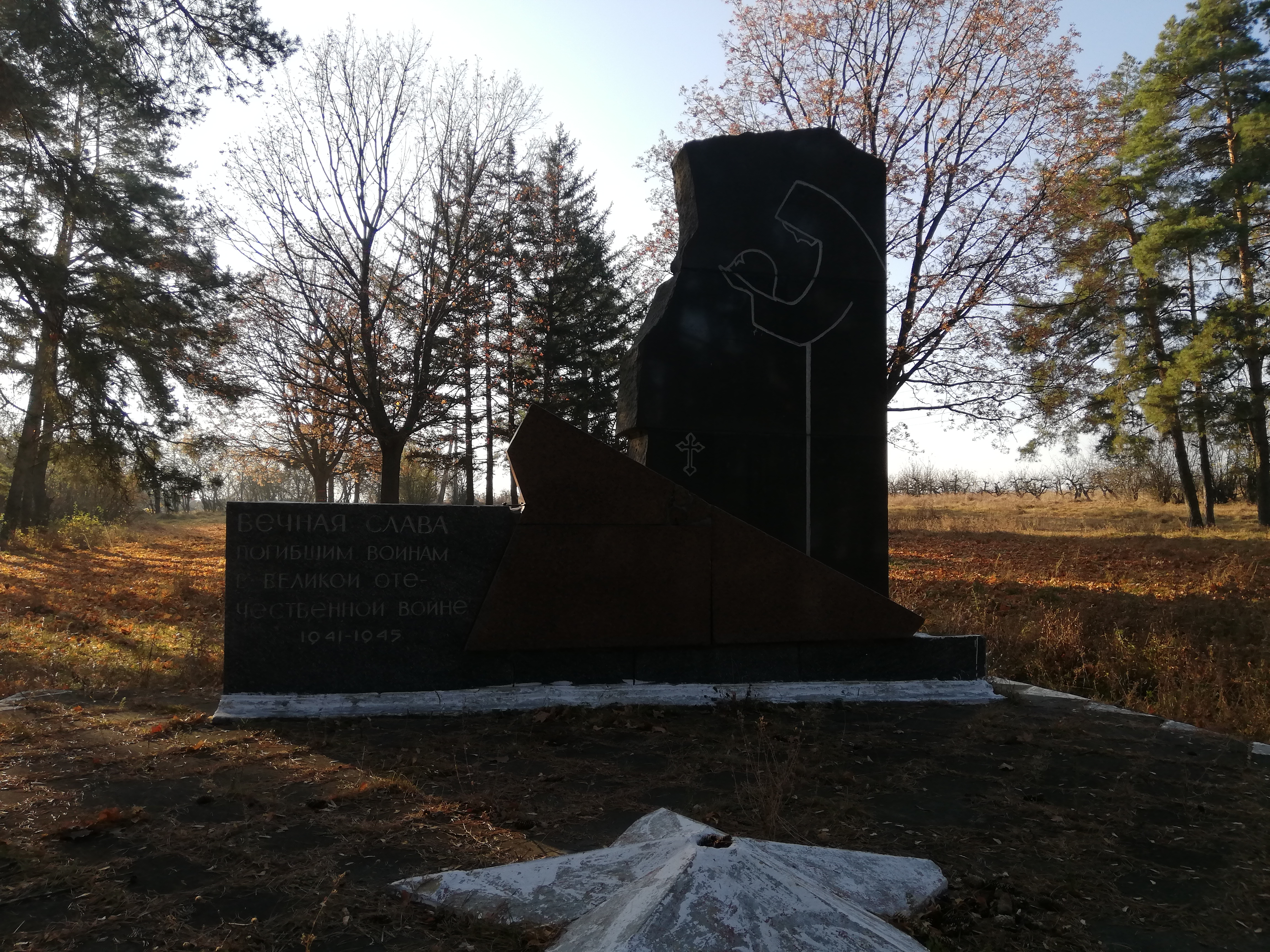
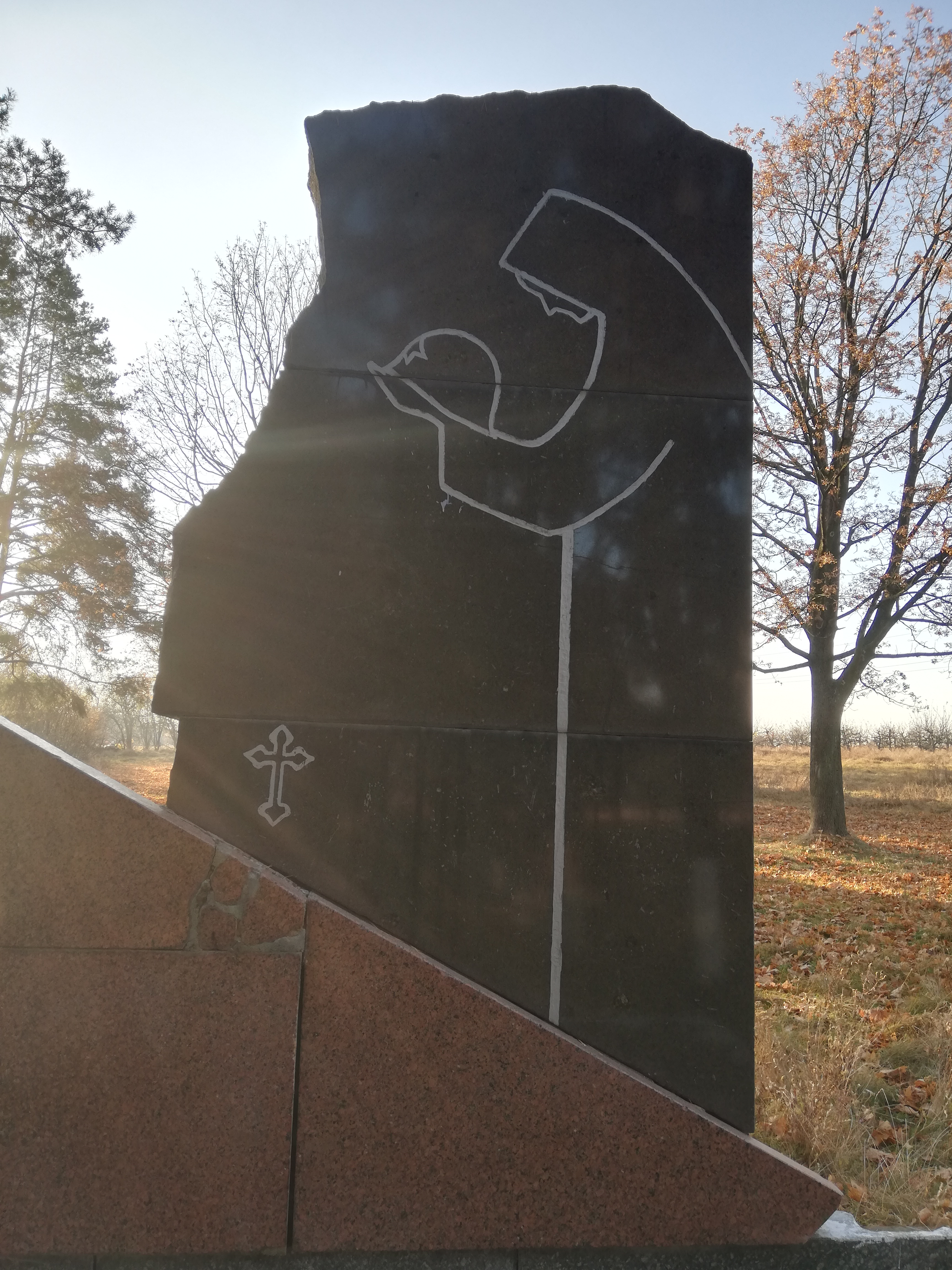
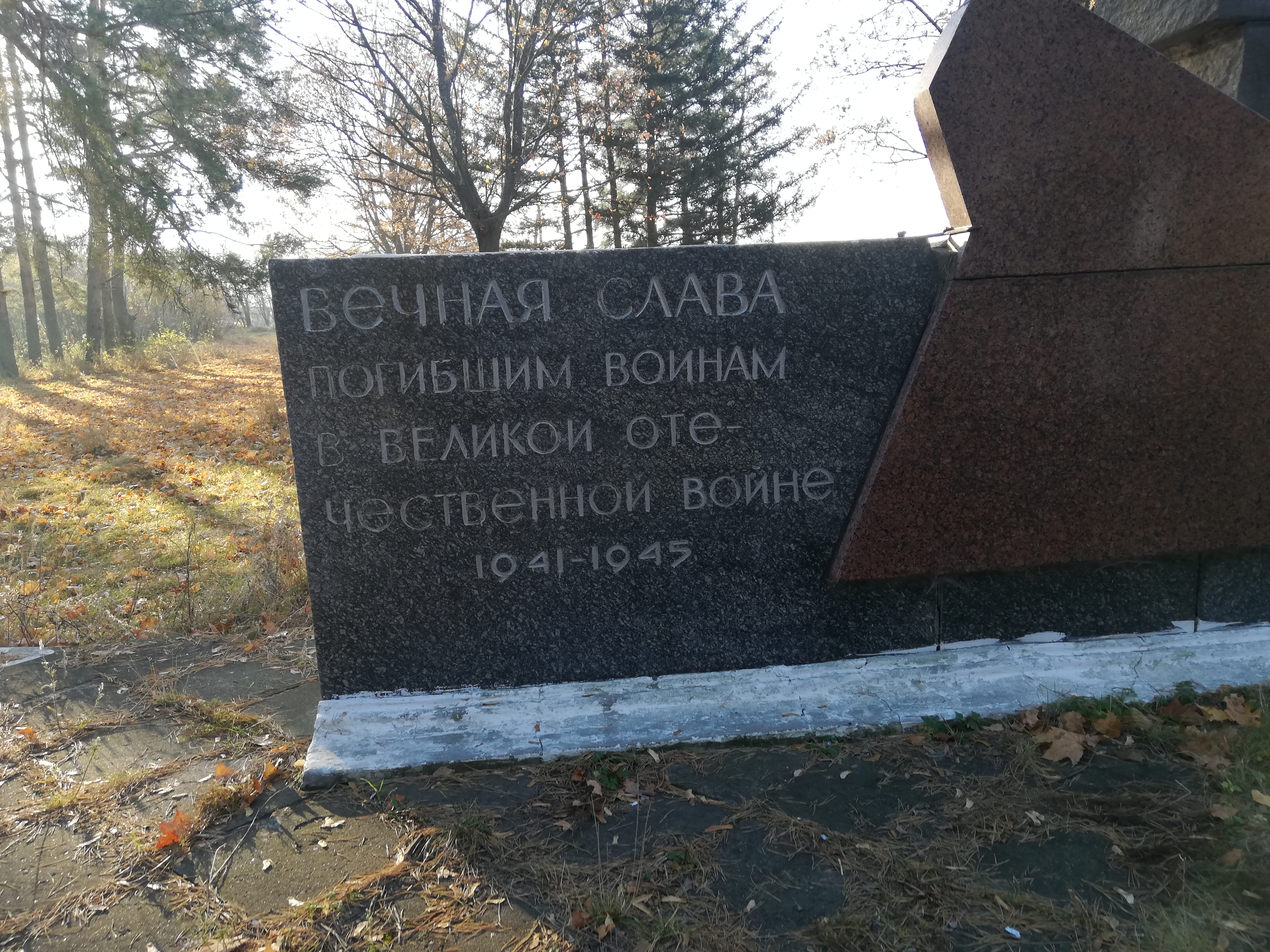
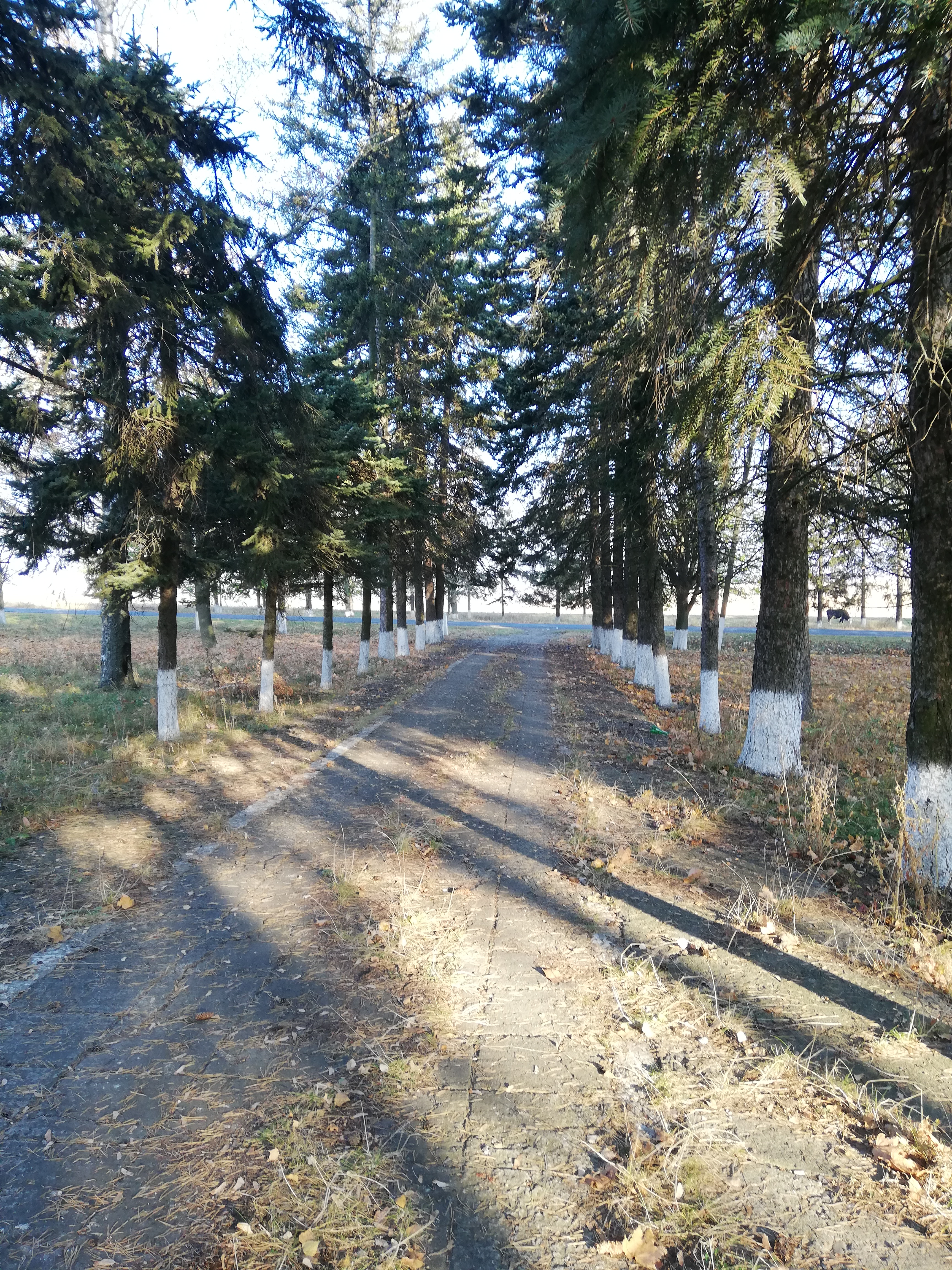
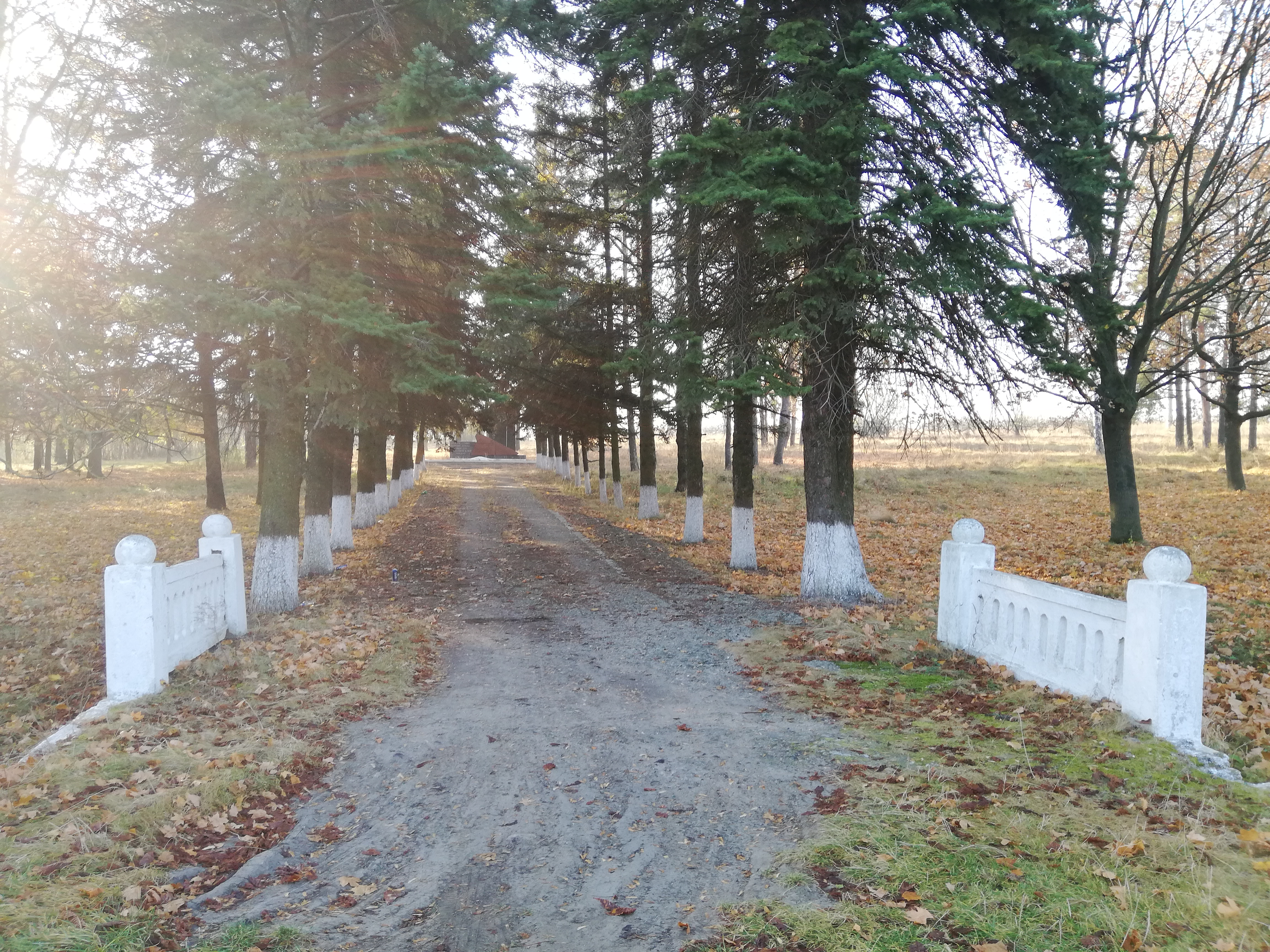
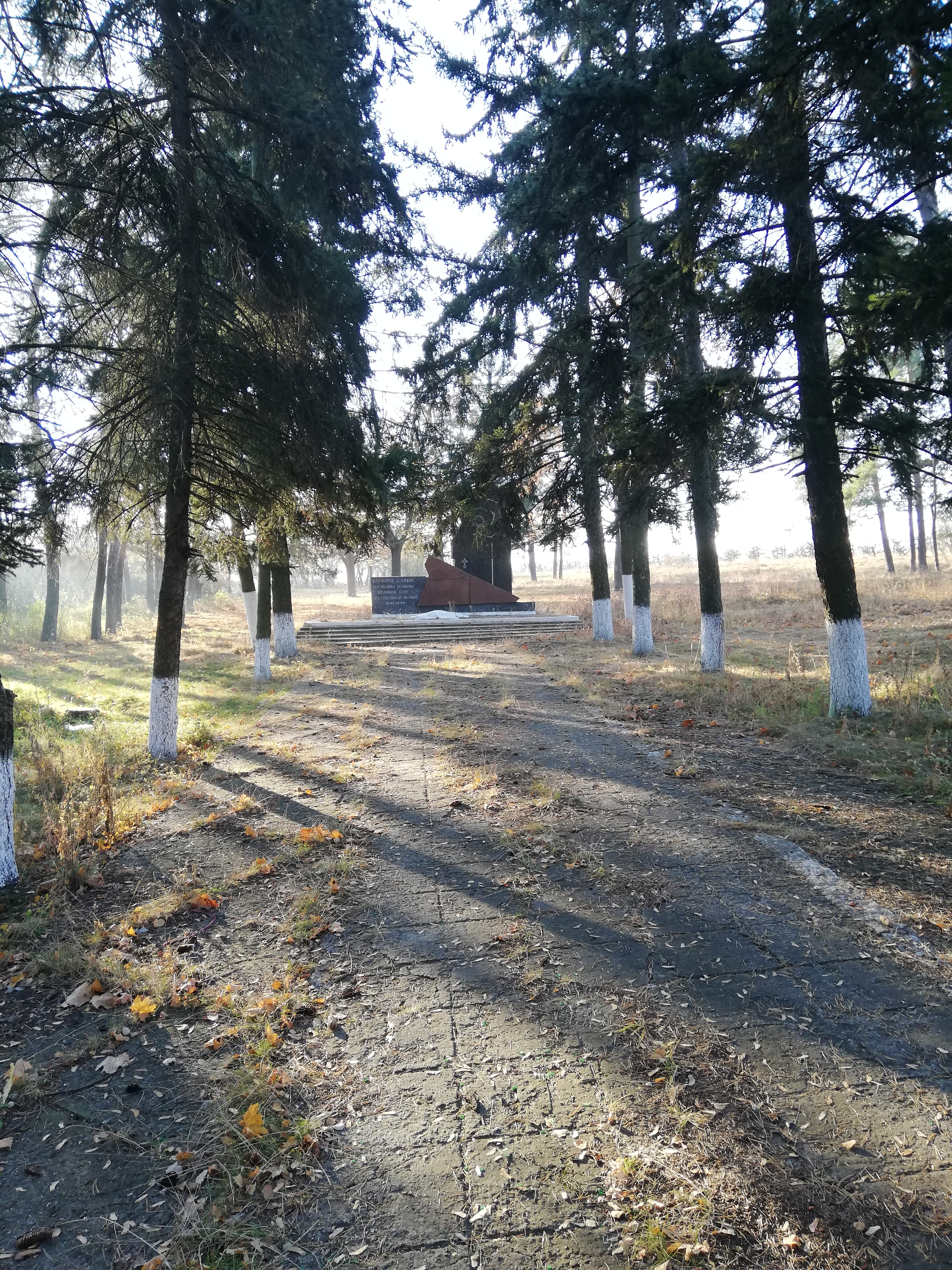

Obiectivul principal este parcul Țaul, unul din cele mai mari parcuri dendrologice din Republica Moldova și din Europa de sud-est. Este protejat de stat, fiind un monument de arhitectură peisagistică. Pe o suprafață de 46,2 ha cresc peste 150 de specii și forme de arbori și arbuști, reprezentanți ai diverselor zone climaterice ale globului. În parc se ridică conacul Pommer, monument de arhitectură de importanță națională.
Biserica Adormirea Maicii Domnului este un monument de arhitectură de importanță locală, inclus în Registrul monumentelor ocrotite de stat din Republica Moldova. Construcția a început în anul 1867; în Registrul monumentelor datarea este indicată la anul 1874.
În sat se mai găsește un monument în memoria a 95 ostași consăteni căzuți în 1941-1945, datat din 1975. Este un monument istoric de importanță locală.
Parcul din Țaul.

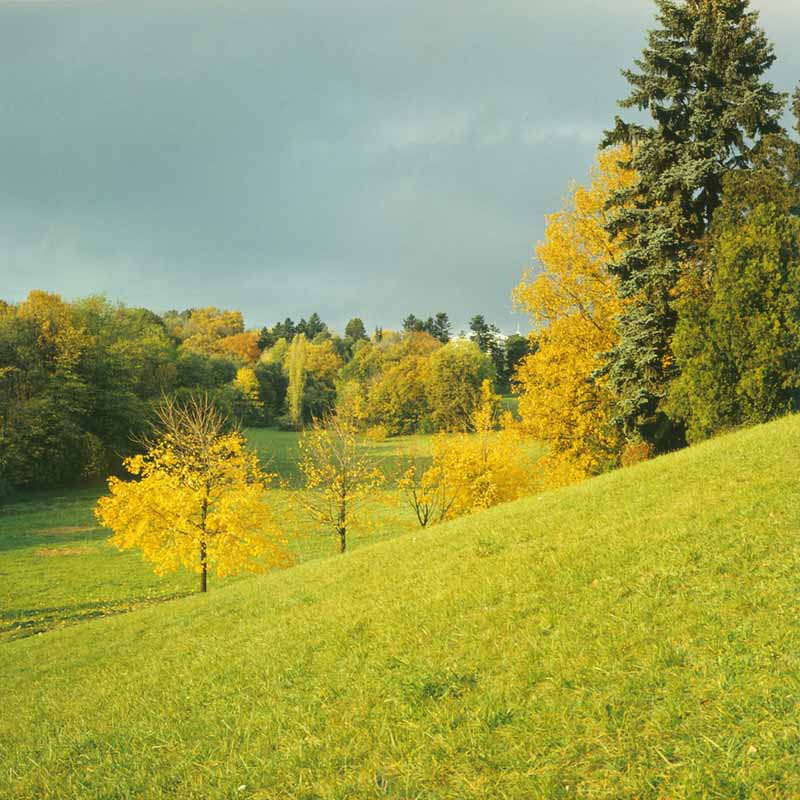
Parcul în anii '80.
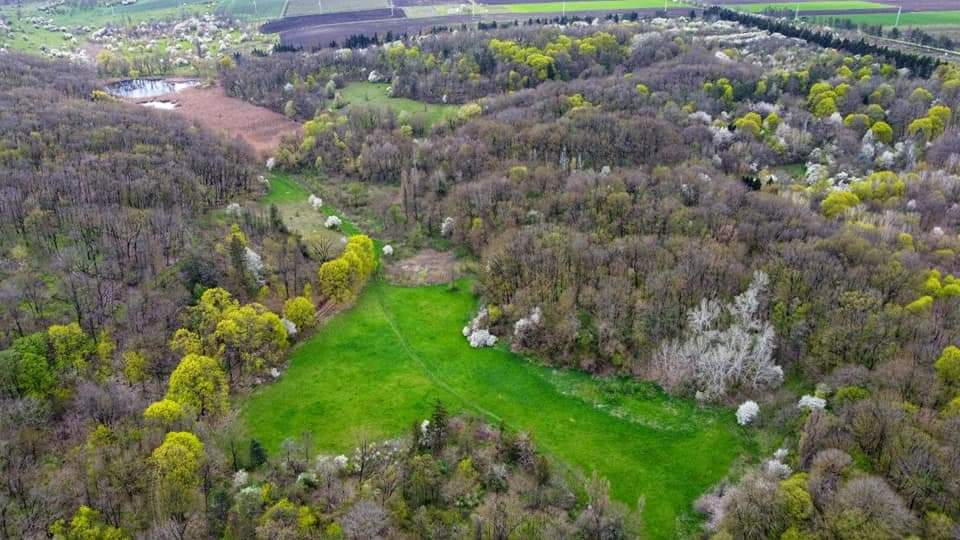
Vedere aeriană.
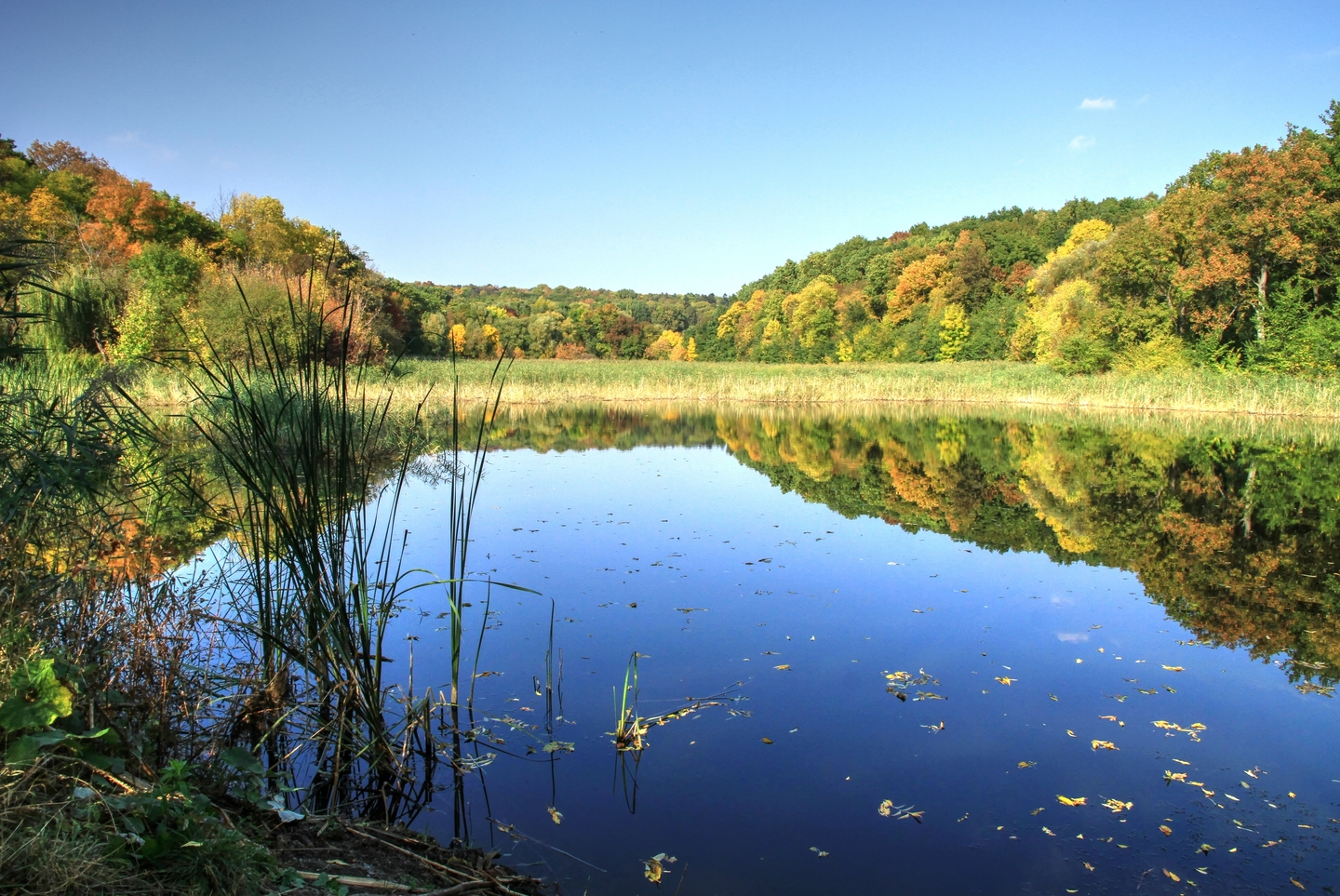
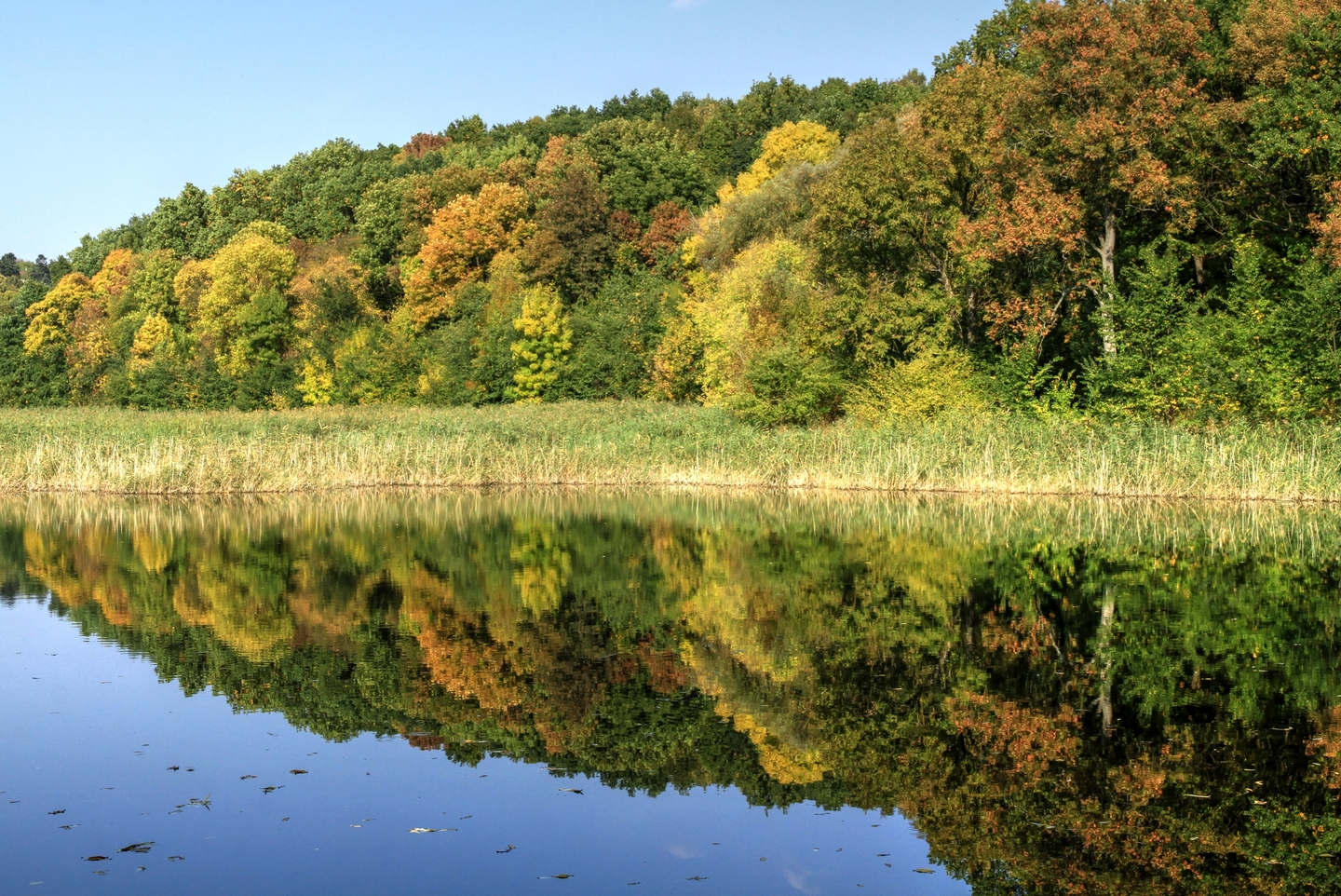
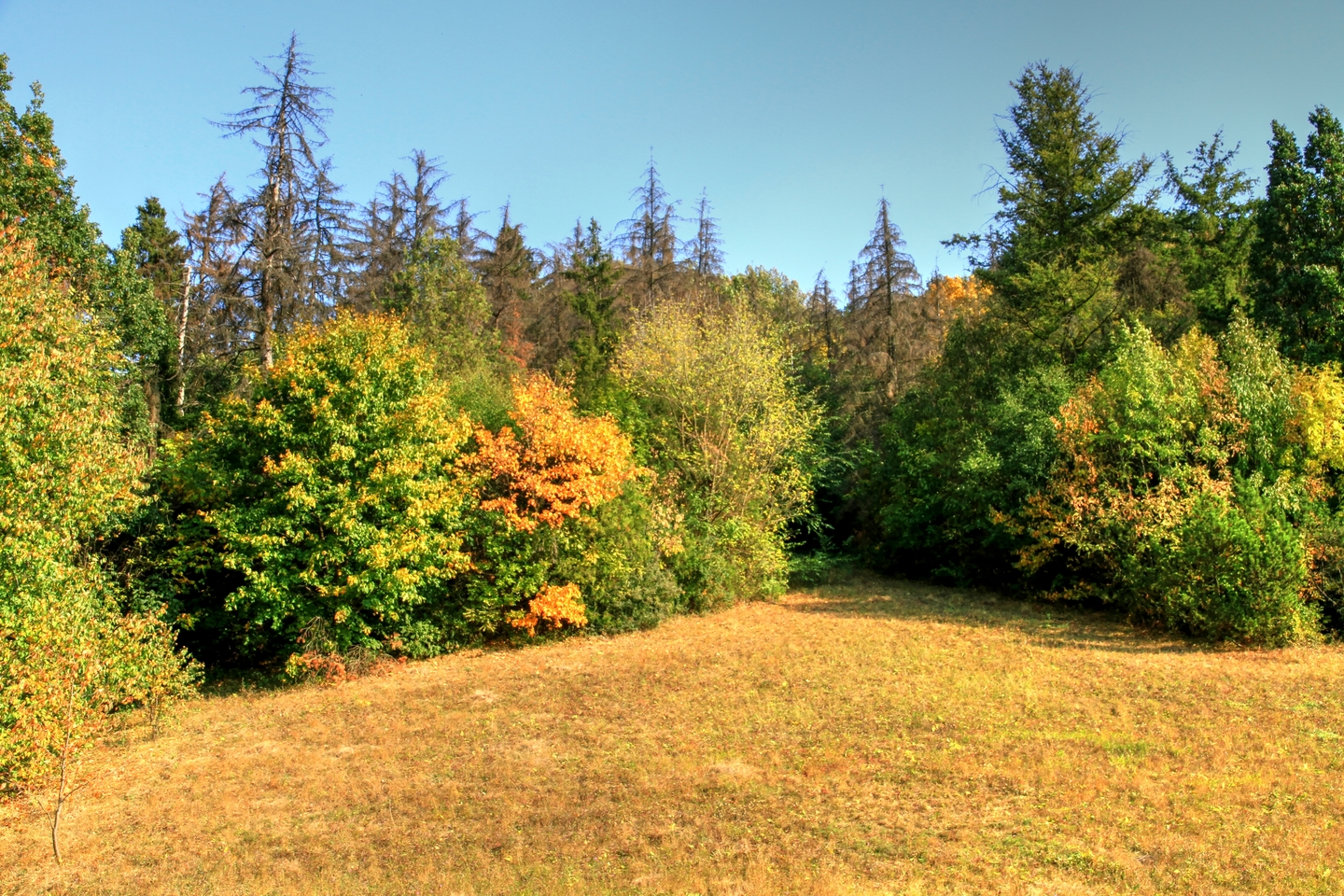
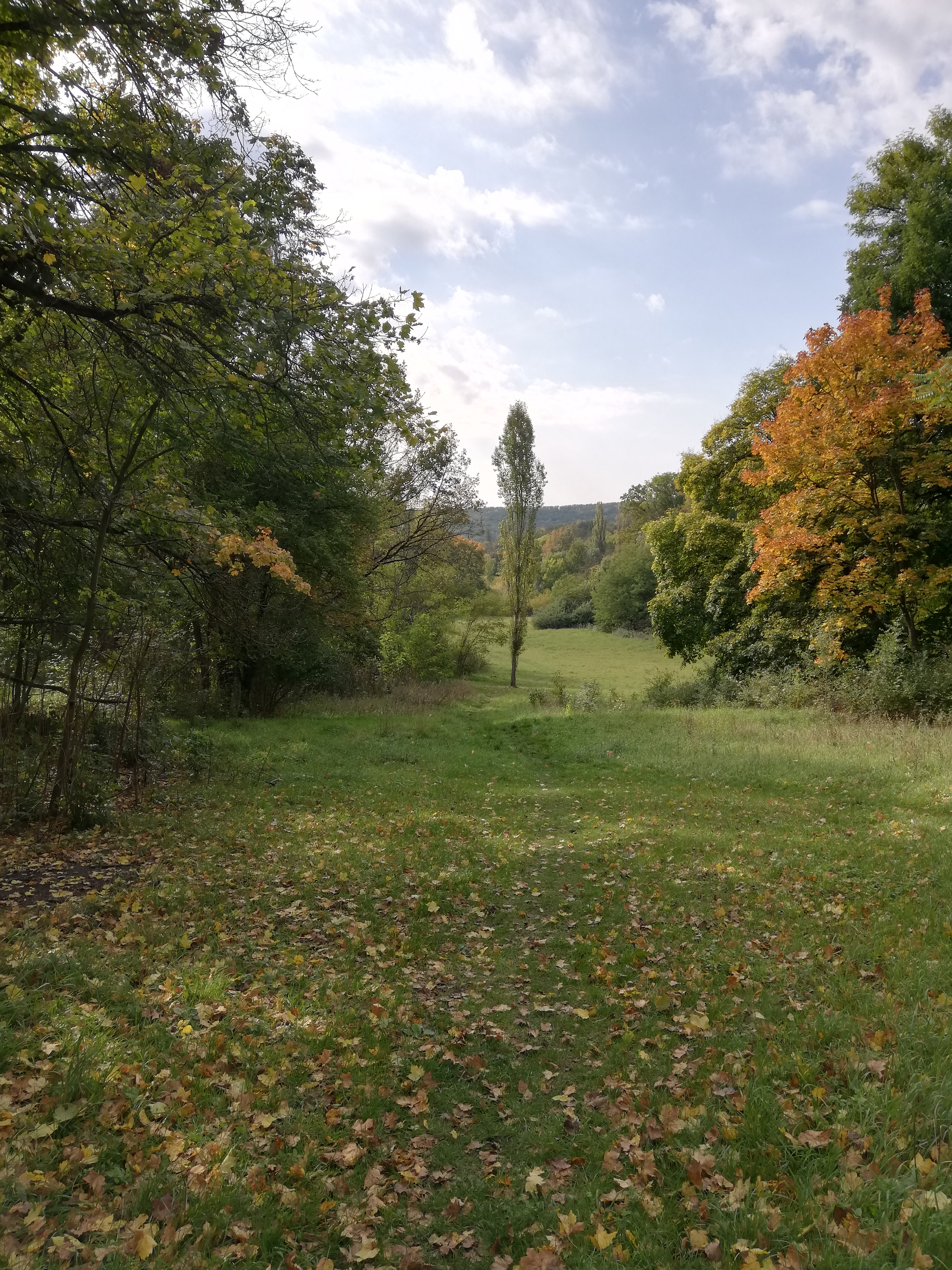
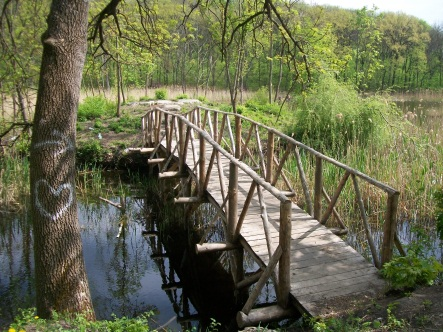

Conacul Pommer și clădirile adiacente.
Biserica „Adormirea Maicii Domnului” din localitate.

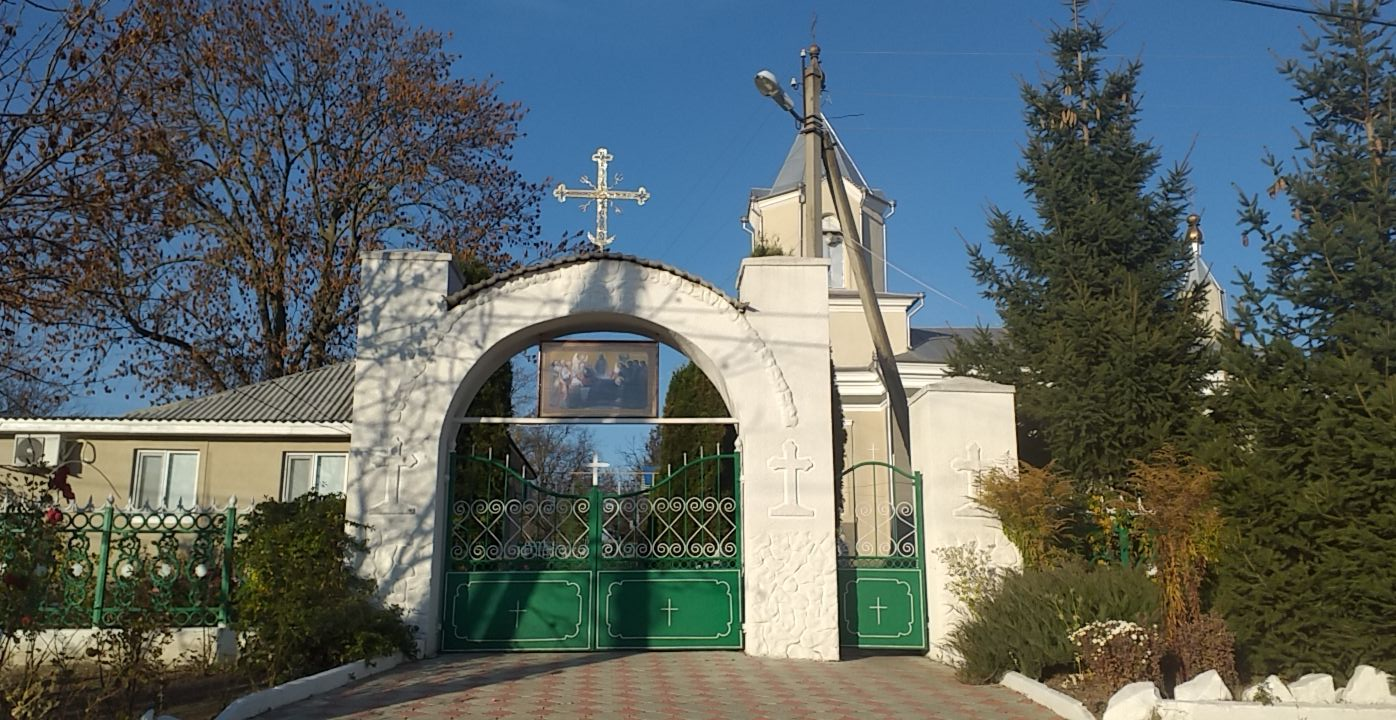
Poarta bisericii.
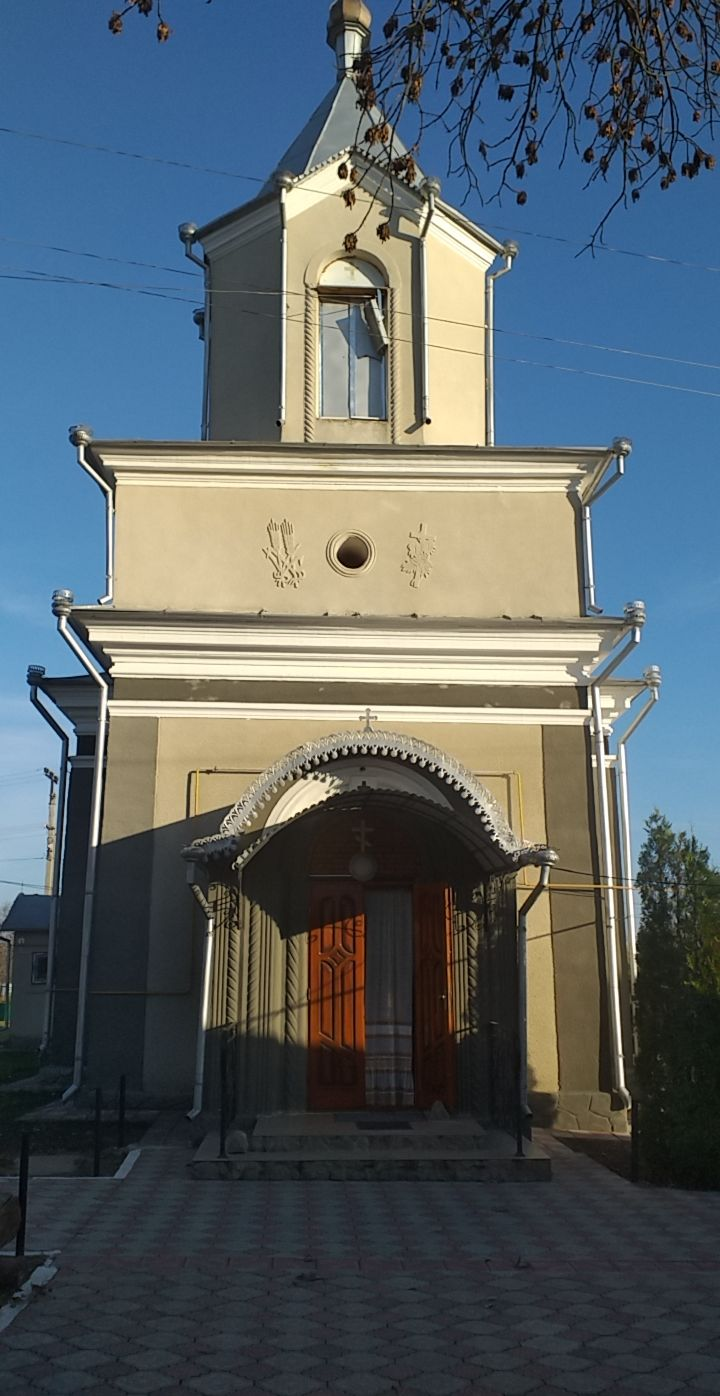
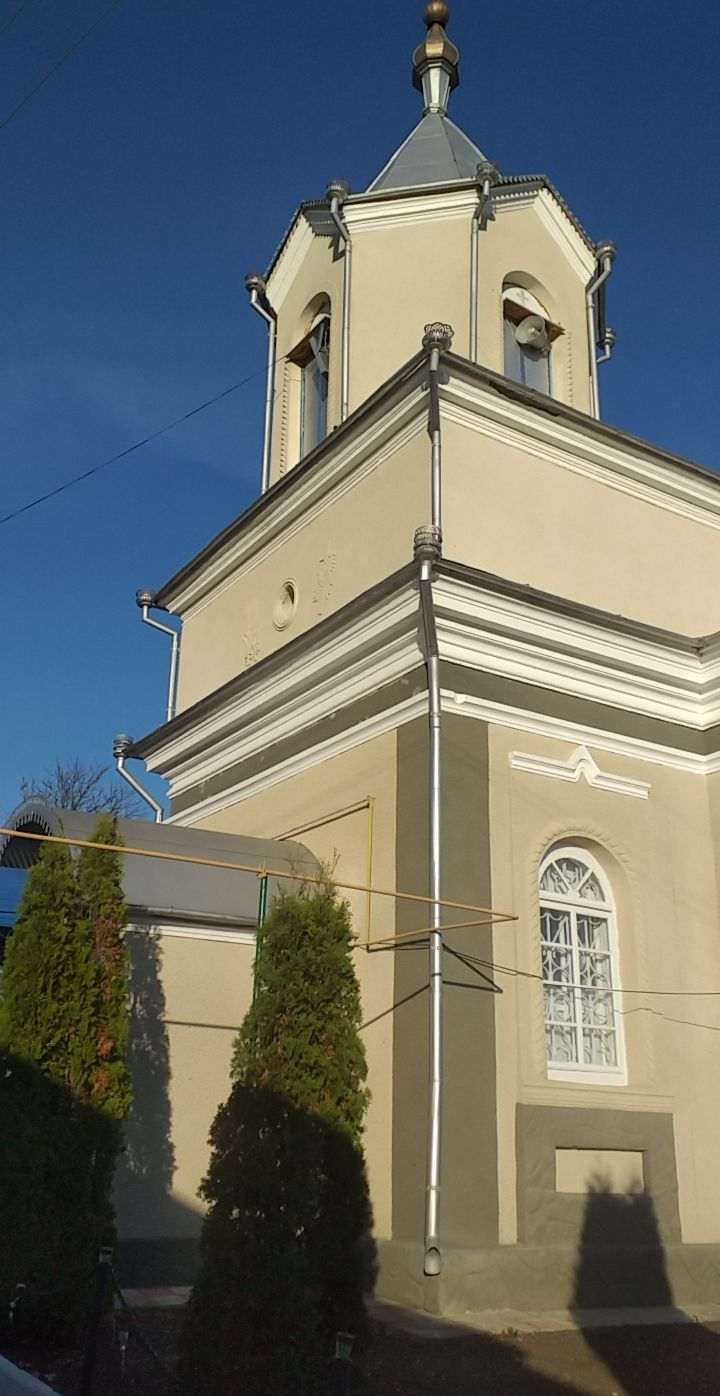
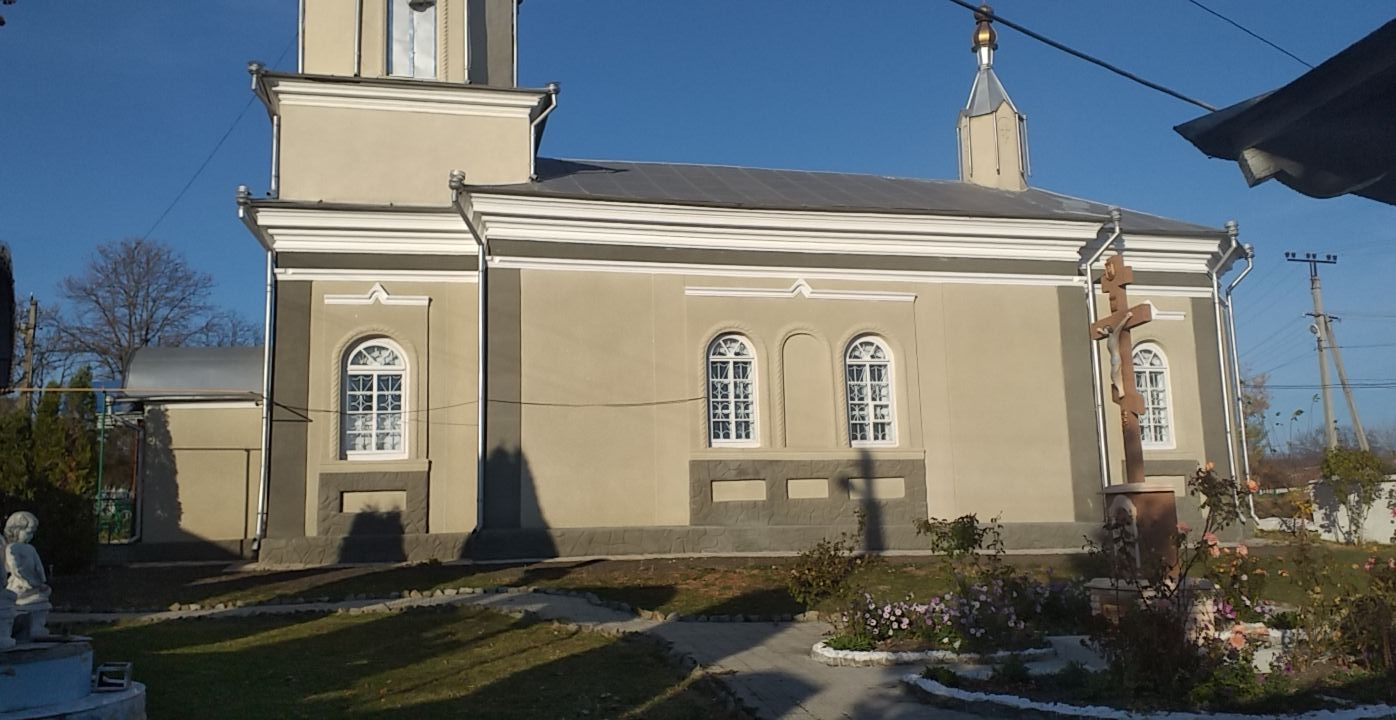
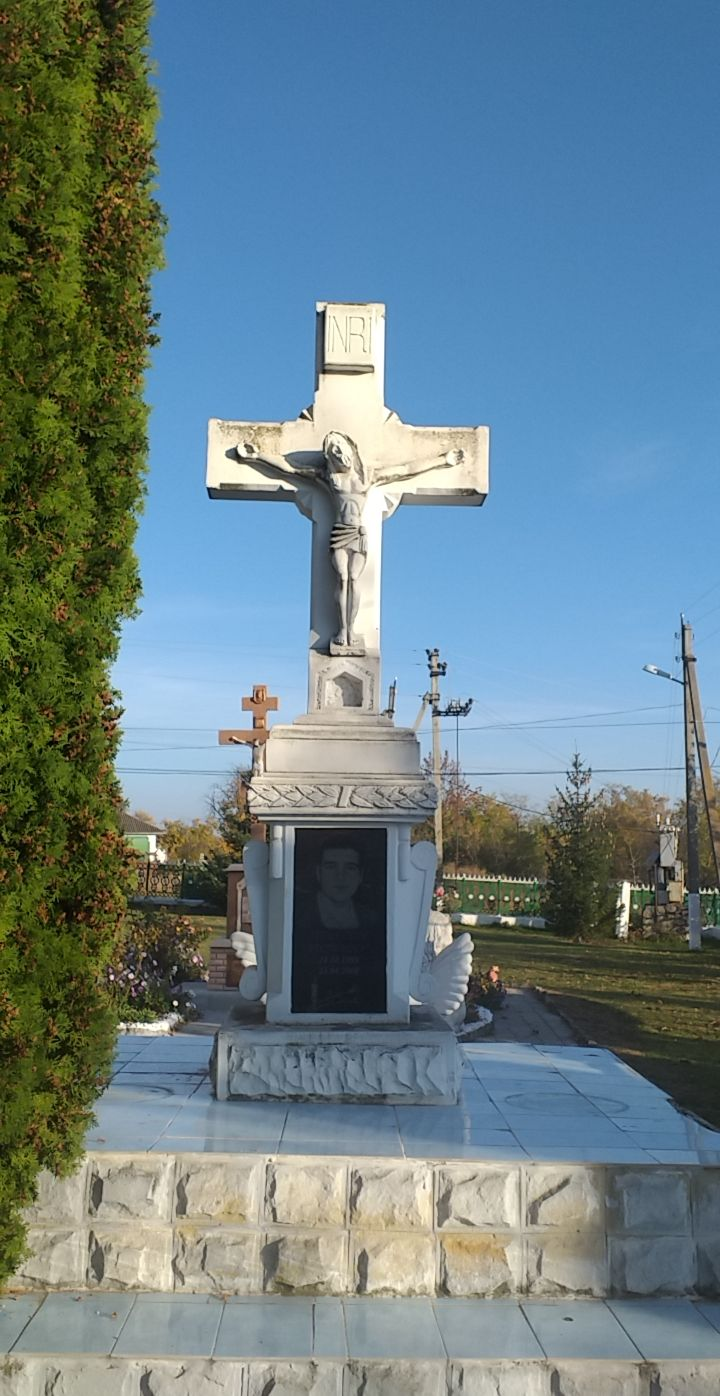
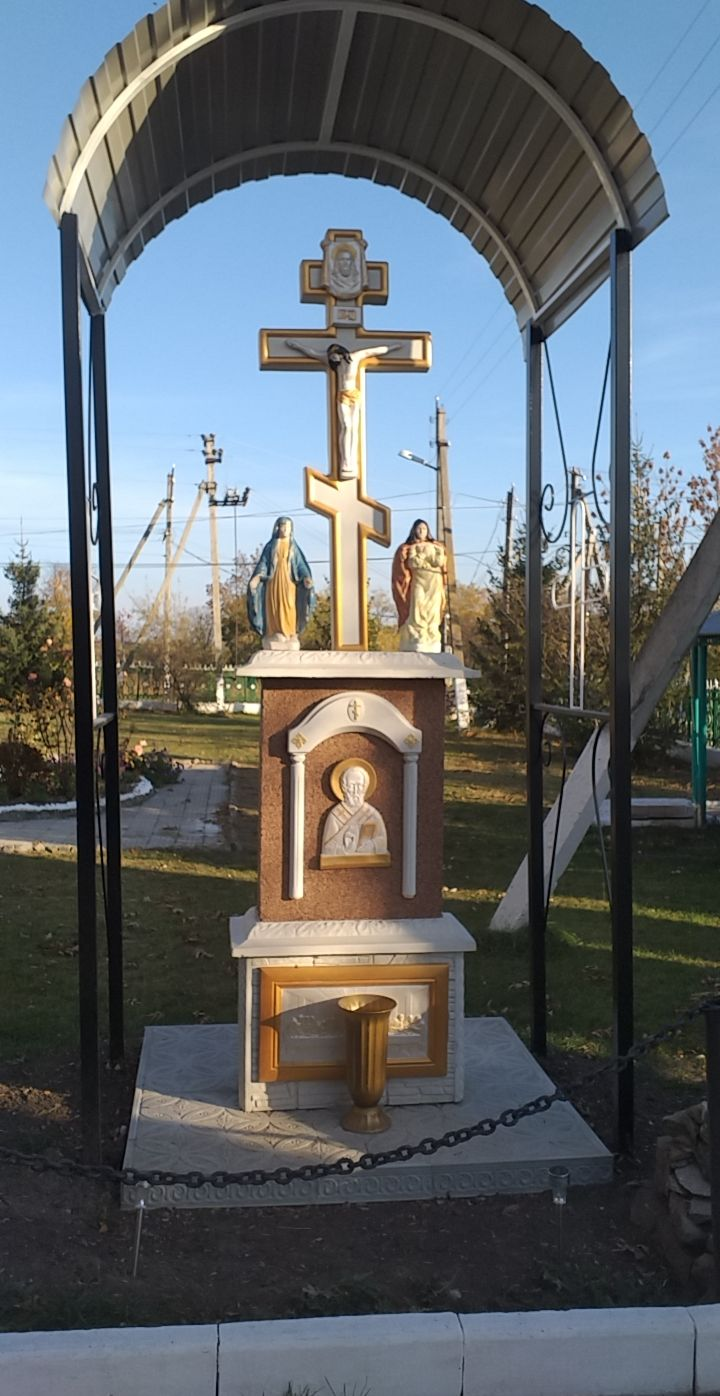

Memorialul celor 95 de consăteni căzuți în Al Doilea Război Mondial.

## Galerie de imagini
Colegiul din Țaul (Centrul de Excelență în Horticultură și Tehnologii Agricole).

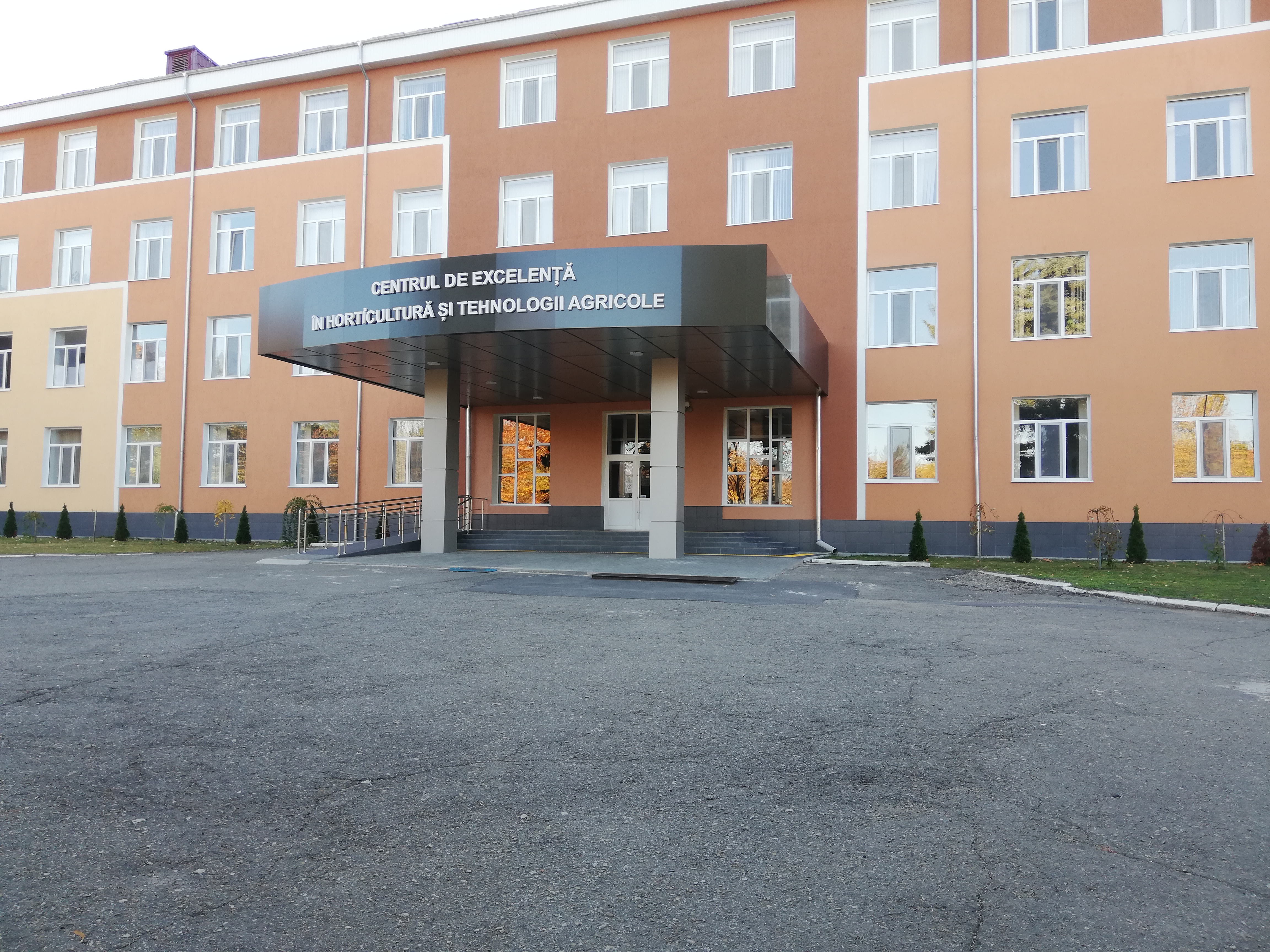
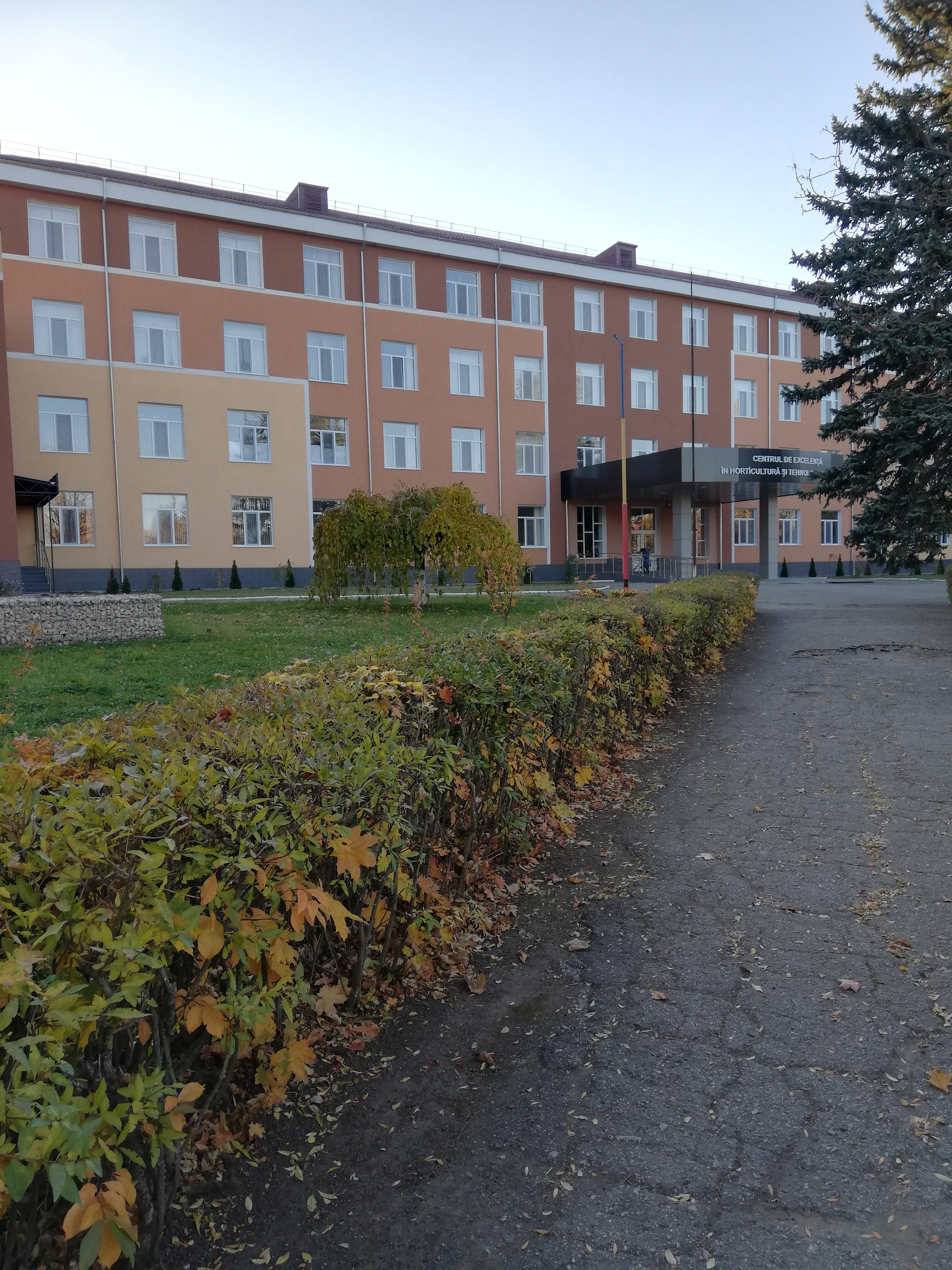
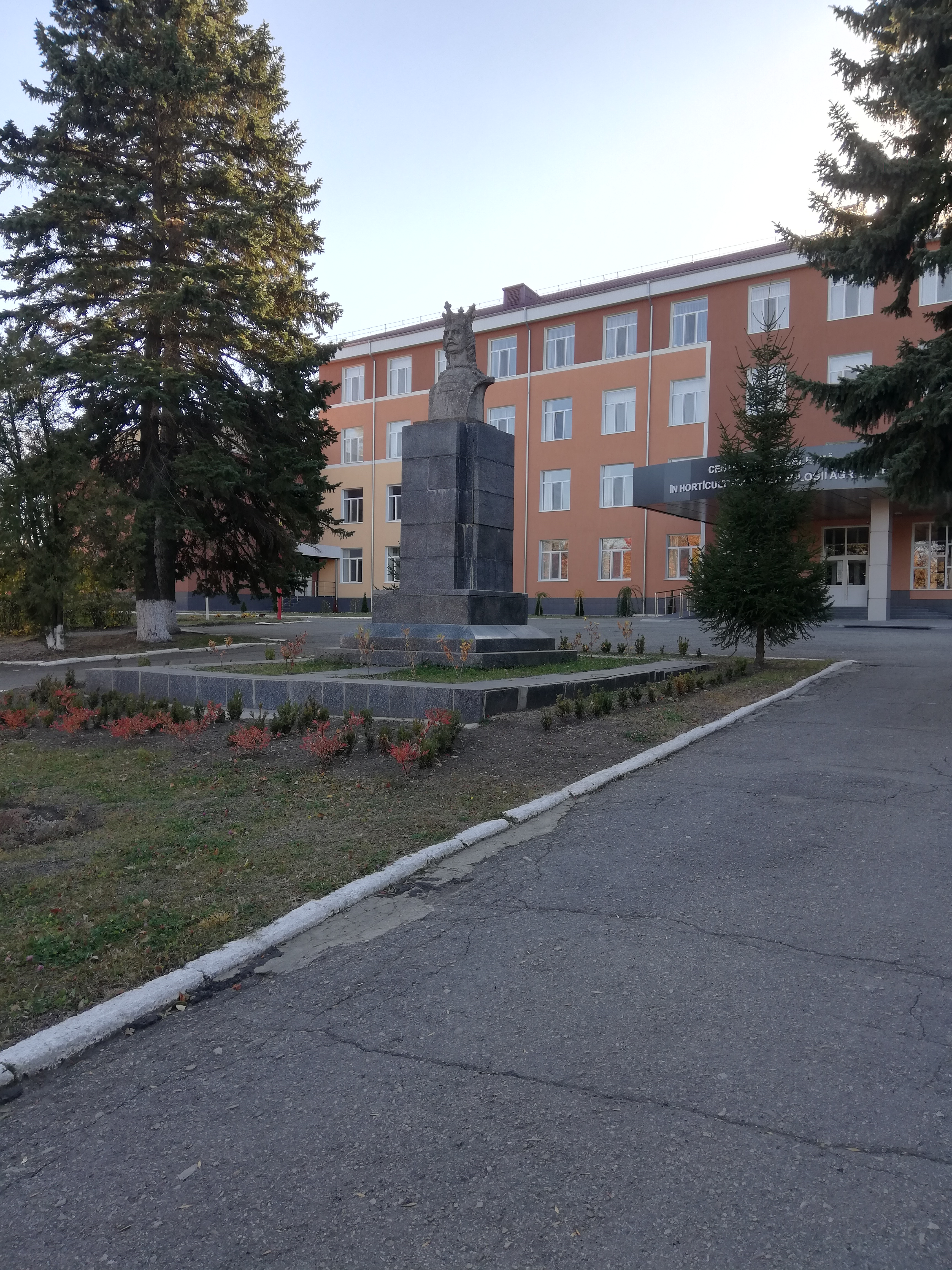
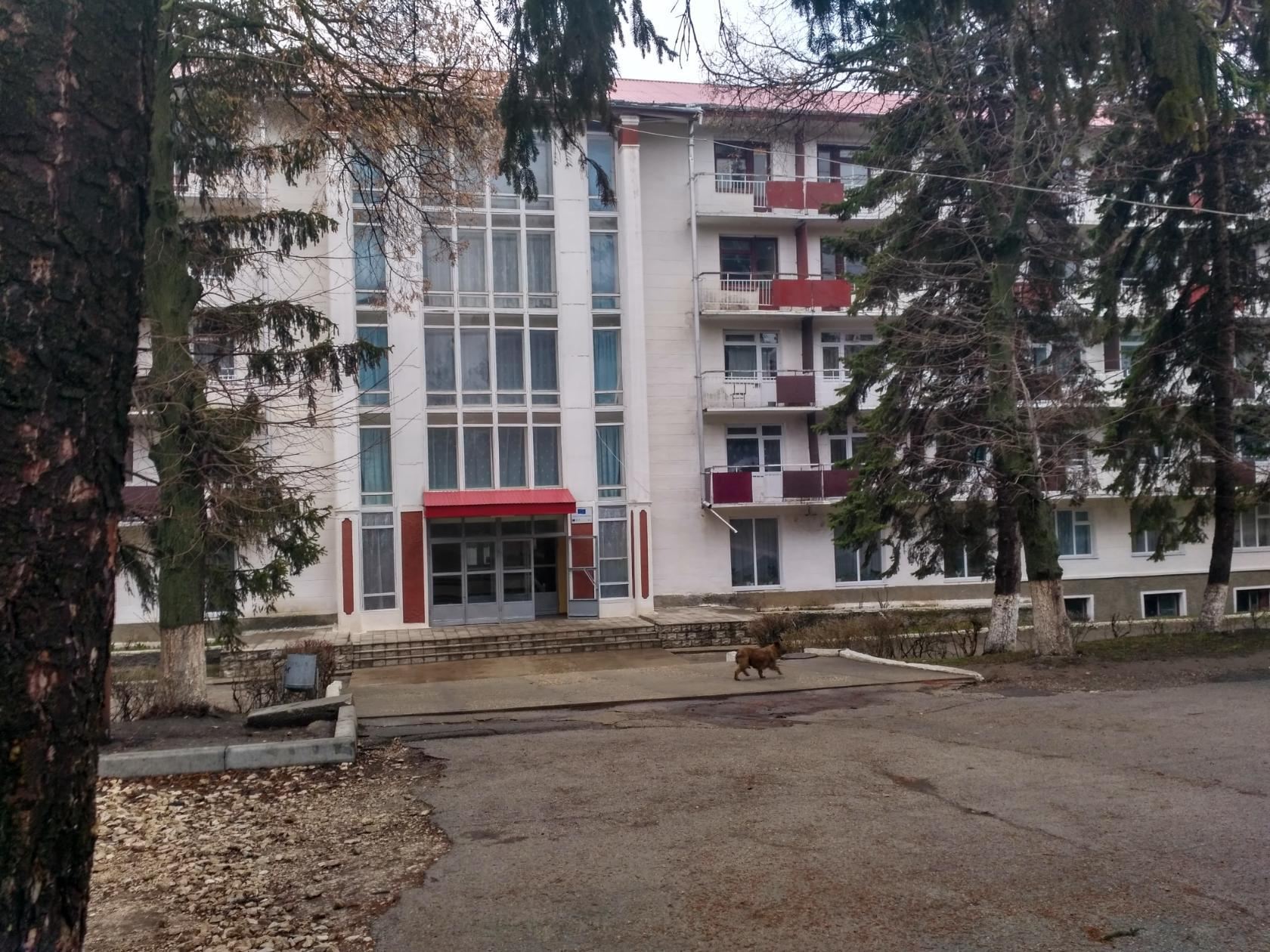
Blocul căminului de elevi.
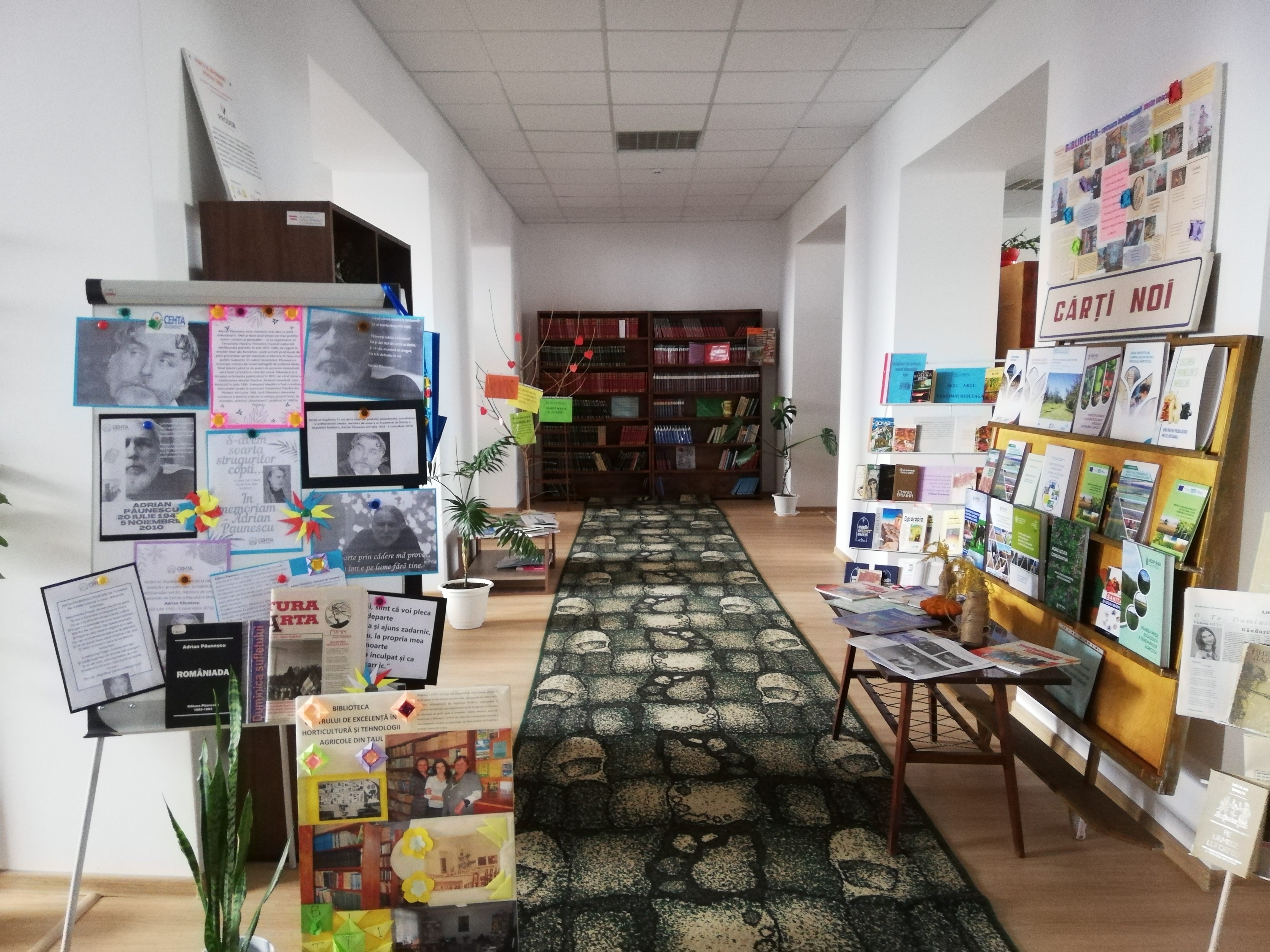
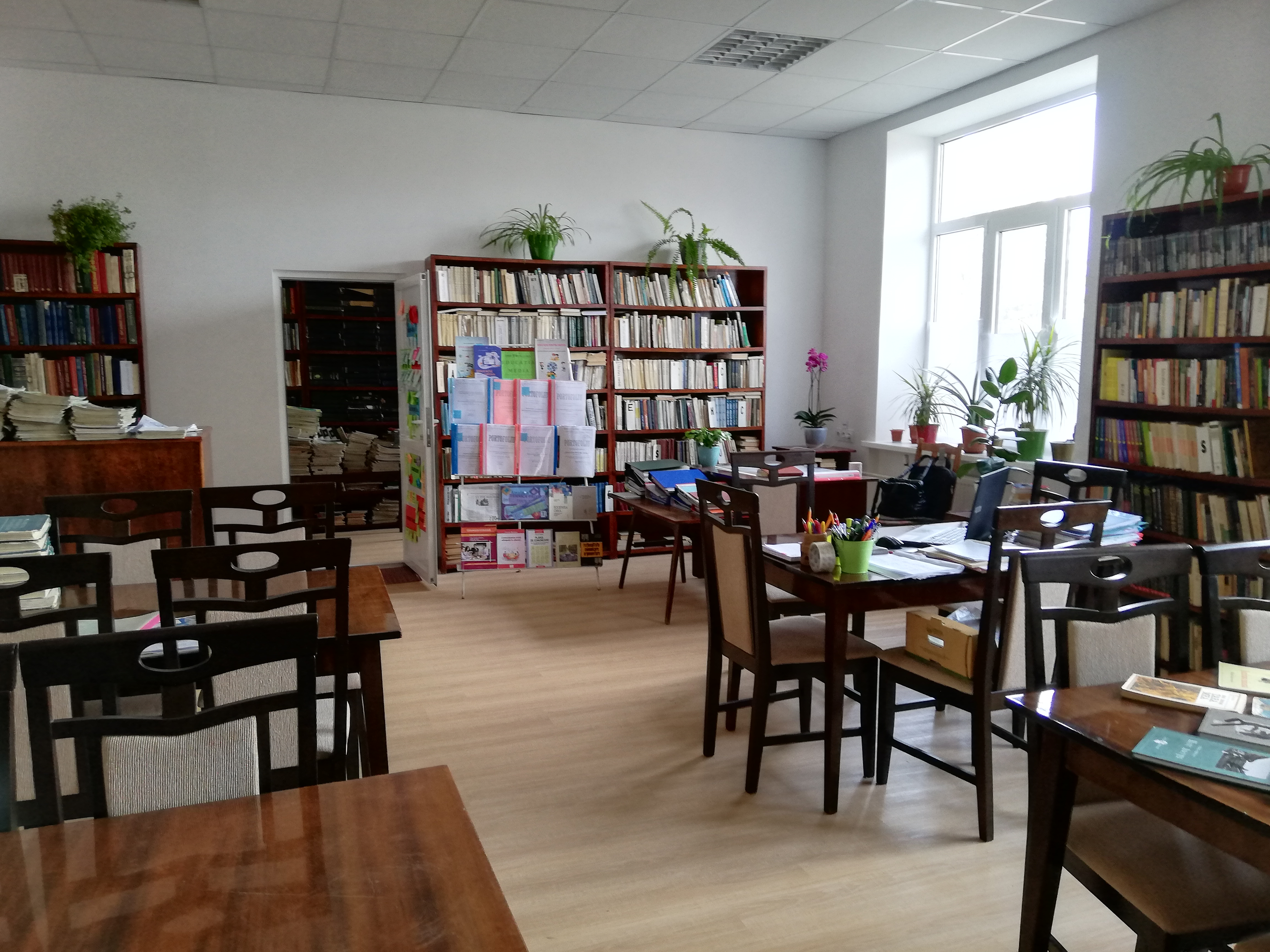
Biblioteca.

Alte locuri.

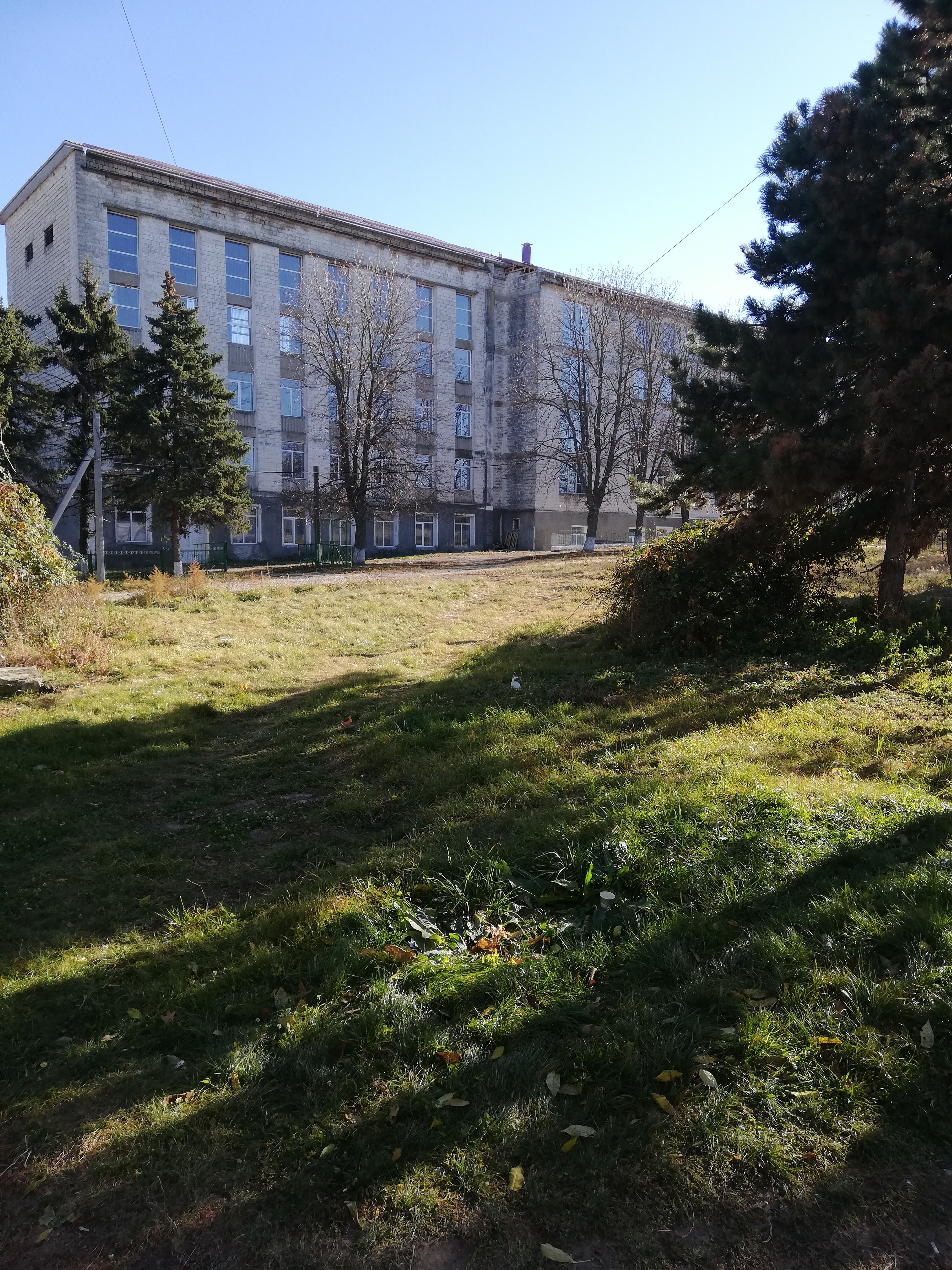
Gimnaziul
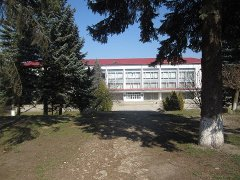
Palatul de cultură
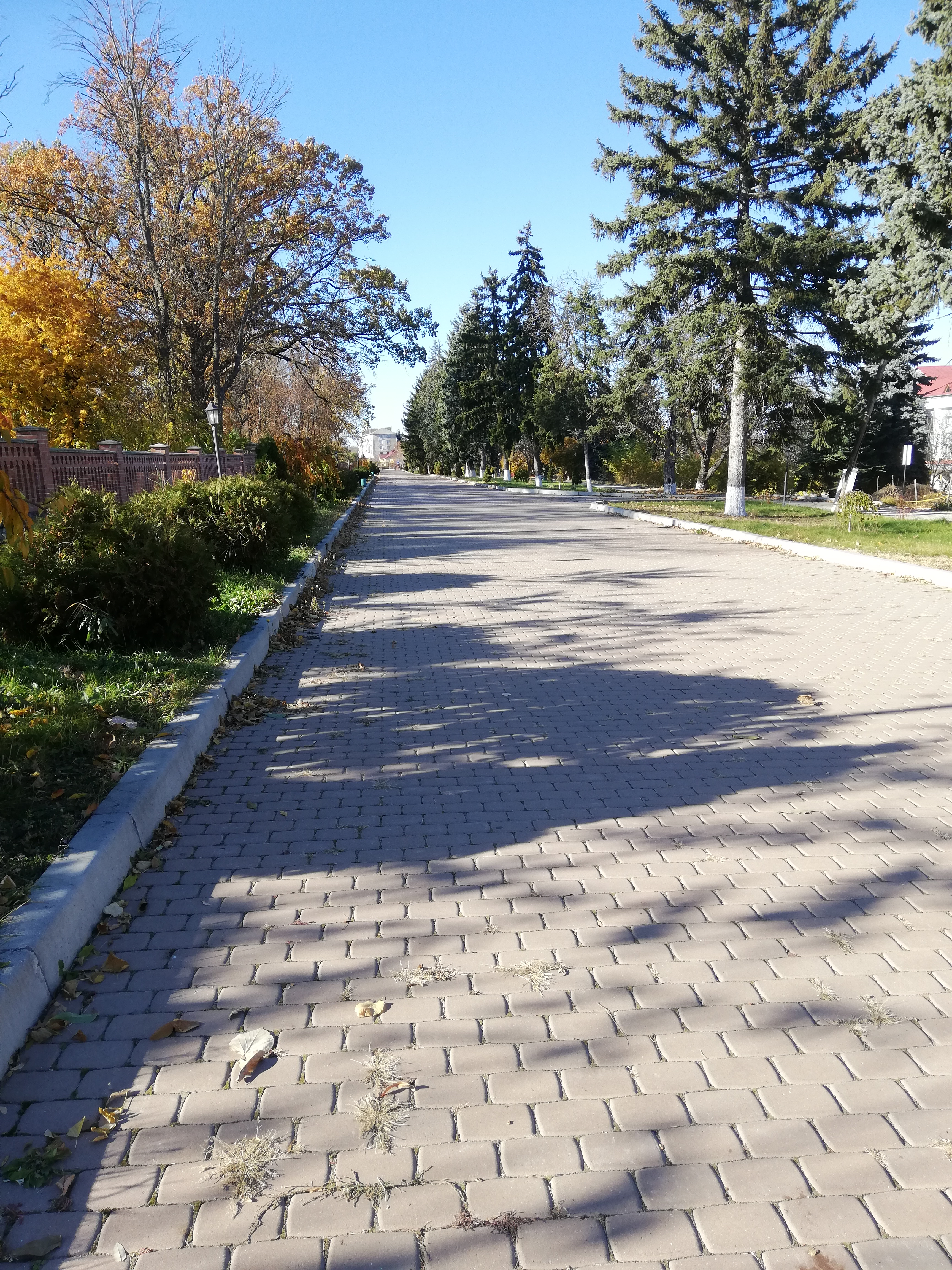
Alei
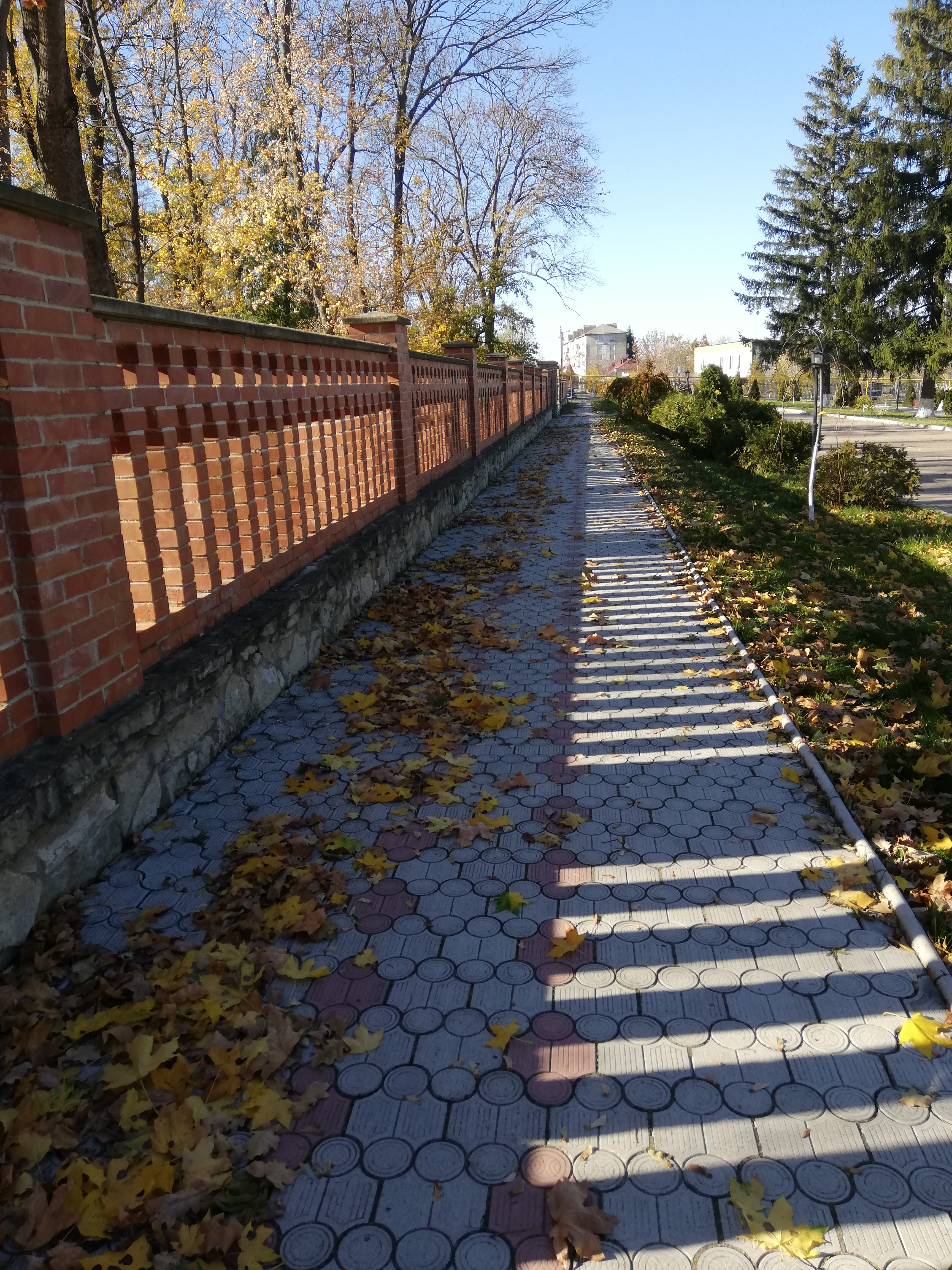
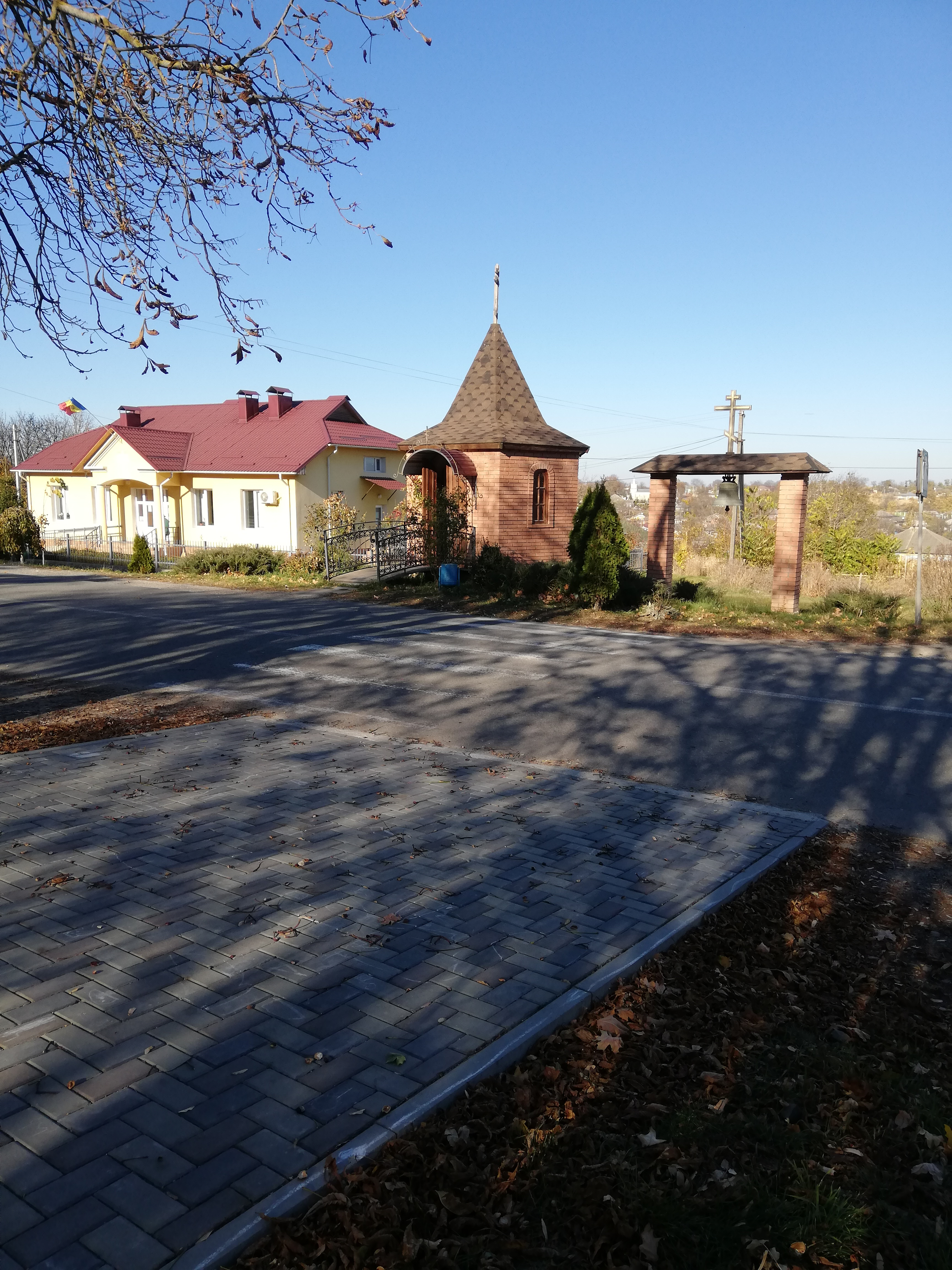